# Robert Louis Stevenson

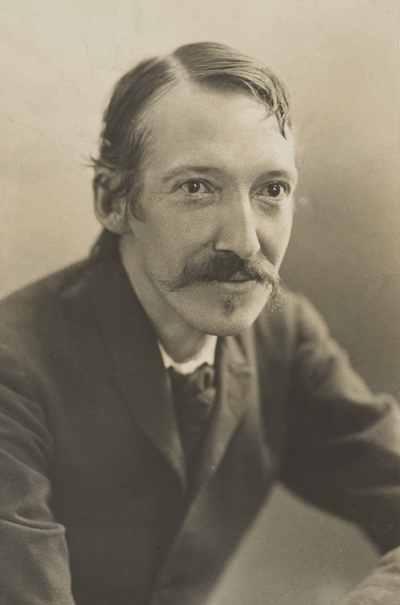
Robert Louis Stevenson, Fotografie von Henry Walter Barnett, 1893

Robert Louis Balfour Stevenson (* 13. November 1850 in Edinburgh; † 3. Dezember 1894 in Vailima nahe Apia, Samoa) war ein schottischer Schriftsteller des viktorianischen Zeitalters. Obwohl er an Tuberkulose erkrankt war und nur 44 Jahre alt wurde, hinterließ er ein umfangreiches Werk von Reiseerzählungen, Abenteuerliteratur und historischen Romanen, aber auch Lyrik und Essays. Bekannt geworden sind vor allem der Jugendbuchklassiker Die Schatzinsel wie auch die Schauernovelle Der seltsame Fall des Dr. Jekyll und Mr. Hyde, die sich dem Phänomen der Persönlichkeitsspaltung widmet und als psychologischer Horrorroman gelesen werden kann. Einige Romane sind heute noch populär und haben als Vorlagen für zahlreiche Verfilmungen gedient.

## Leben

### Kindheit

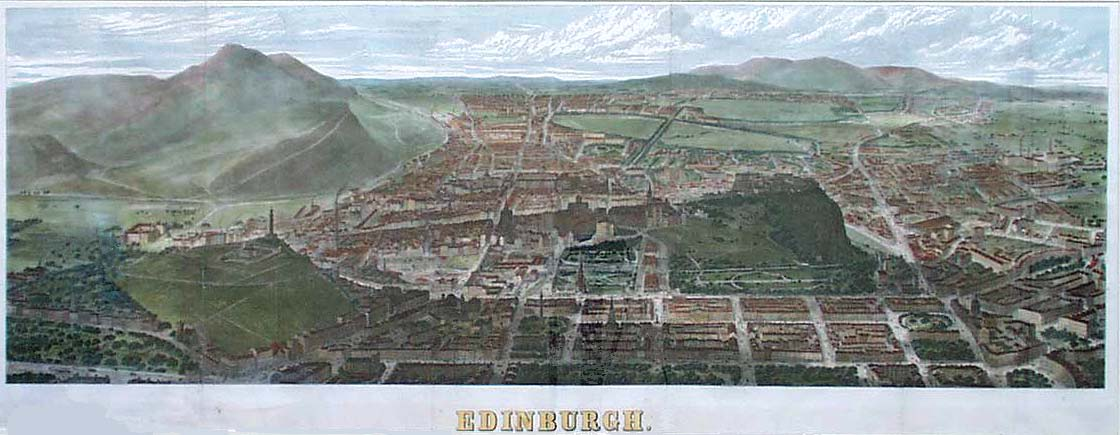
Panorama von Edinburgh, veröffentlicht von Illustrated London News im Jahr 1868

Robert Louis Stevenson wurde als einziger Sohn des Ingenieurs und Leuchtturmbauers Thomas Stevenson und der Margaret Isabella Stevenson, geborene Balfour (1829–1897), in 8 Howard Place, Edinburgh, geboren. Ursprünglich lautete sein Taufname Robert Lewis Balfour; im Alter von 18 Jahren ließ der Vater „Lewis“ zur französischen Form „Louis“ ändern, um die Assoziation zu einem gleichnamigen politischen Radikalen zu unterbinden. Sein Großvater Robert Stevenson, seine Onkel Alan Stevenson und David Stevenson, seine Cousins David Alan Stevenson und Charles Alexander Stevenson sowie sein Großcousin Alan Stevenson (1891–1971) waren allesamt Ingenieure und Leuchtturmbauer. Die Familie seiner Mutter führte ihren Namen zurück auf einen Alexander Balfour, der Ländereien bei Fife im 15. Jahrhundert besaß. Margarets Vater, Lewis Balfour (1777–1860), war Pastor der Church of Scotland im nahe gelegenen Colinton gewesen, wo Stevenson in seiner Kindheit oft die Ferien verbrachte.
Der Schriftsteller Graham Greene war in der mütterlichen Linie ein Großneffe von Robert Louis Stevenson.

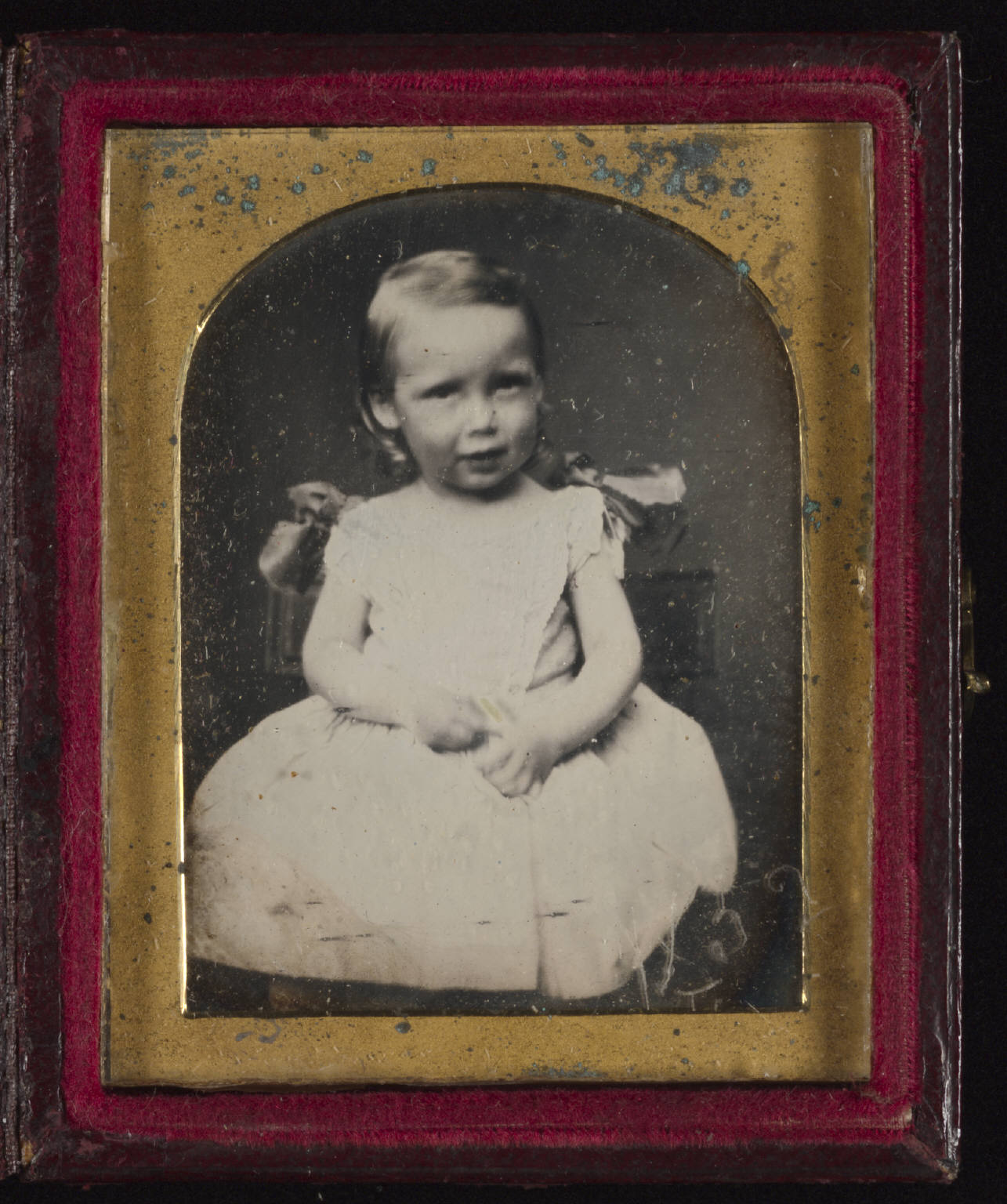
Daguerreotypie von Robert Louis Stevenson als Kleinkind

Stevensons Eltern waren ebenfalls in der Church of Scotland als Presbyterianer religiös gebunden. Margaret Stevenson hatte eine geschwächte gesundheitliche Konstitution; sie litt an Atemwegserkrankungen, einer Schwäche, an der auch Stevenson sein Leben lang leiden musste. Das schottische Klima mit kühlen Sommern und regnerischen, nebligen Wintern war für Mutter und Sohn äußerst ungünstig, und auf Rat des Hausarztes verbrachten sie viele Vormittage im Bett. Um die Mutter zu entlasten, wurde im Jahr 1852 die Kinderpflegerin Alison Cunningham (1822–1910), genannt „Cummy“, engagiert, die mit ihrem strengen Calvinismus und den abendlichen Schauergeschichten den kleinen Louis so beeindruckte, dass er nachts Alpträume erlebte. Die Familie zog 1853 zur 1 Inverleith Terrace um. Da die Wohnung noch ungünstiger gelegen war, wurde ein erneuter Umzug im Jahr 1857 in die 17 Heriot Row erforderlich.
Bereits mit zwei Jahren wurde der kleine Louis zum Gottesdienst mitgenommen und hörte dort die Predigten mit den Geschichten beispielsweise über Kain und Abel, Daniel in der Löwengrube und über die Sintflut. Hinzu kamen Cummys Schauergeschichten über die düstere schottische Kirchengeschichte, die den kleinen Jungen erschreckten, aber auch faszinierten. Sein Werk wurde von der frühkindlichen Erfahrung stark beeinflusst. Cummy kümmerte sich rührend um ihn, wenn er krank im Bett lag, und las beispielsweise aus John Bunyans The Pilgrim’s Progress und aus der Bibel vor. In dem in Großbritannien noch heute beliebten Buch A Child’s Garden of Verses (Im Versgarten), das 1885 erschien, erinnerte sich der 35-jährige Stevenson an diese Zeit und versah es mit einer Widmung für seine Nanny.
Auf seine erste Lieblingsbeschäftigung des „Kirchespielens“, bei der er aus Stuhl und Tisch eine Kanzel baute und als Pastor rezitierte und sang, folgte das Reimen und Erfinden von Geschichten. Den ersten Fünfzeiler schrieb er als knapp Fünfjähriger im September 1855, wie seine Mutter im Tagebuch berichtete. Margaret Stevenson führte über ihren Sohn, im Familienkreis „Lou“ oder „Smout“ (schottisch: einjähriger Lachs) genannt, bis zu dessen 39. Lebensjahr ein Tagebuch, durch das Stevensons frühe Jahre gut dokumentiert sind.

### Schule und Studium

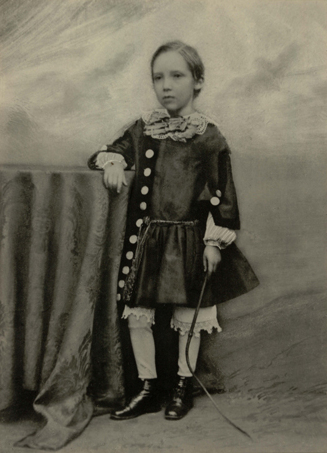
Robert Louis Stevenson als Siebenjähriger

Ab September 1857 besuchte Stevenson die „Henderson’s Preparatory School“, konnte jedoch aus gesundheitlichen Gründen nur zwei Stunden täglich am Unterricht teilnehmen. Nach wenigen Wochen beendete eine Bronchitis den regelmäßigen Schulbesuch, und er erhielt für die Dauer von zwei Jahren Privatunterricht. Nach vier Jahren wechselte er zur Edinburgh Academy, einer weiterführenden Schule, die er mit 13 Jahren verließ, um nach einem kurzen Aufenthalt in einem in Spring Grove nahe London gelegenen Internat ab 1864 wieder eine Privatschule in seiner Heimatstadt zu besuchen.
Während seiner Kindheit schrieb Stevenson ständig Essays und Geschichten; sein Vater hatte Verständnis dafür, hatte er doch selbst in seiner Freizeit geschrieben, bis ihm der eigene Vater sagte, er möge diesen Unsinn aufgeben und sich den Geschäften widmen. Das erste historische Buch des jungen Stevenson, Pentland Rising, das er in der Tradition der Romane von Sir Walter Scott verfasste, erschien im Jahr 1866 bei Andrew Elliot, Edinburgh. Für den Verleger war es kein Risiko, hatte sich doch Vater Stevenson, wie damals üblich, verpflichten müssen, die zu einem festgesetzten Termin nicht verkauften Exemplare aufzukaufen. Dieser Fall trat ein. Der Roman war von geringem literarischem Wert, erzielte jedoch zwanzig Jahre später, als der Autor berühmt war, „Phantasiepreise“.

Swanston Cottage, Gemälde von Robert Hope, um 1913

Im Jahr 1867 erwarb Thomas Stevenson ein Landhaus als Sommersitz, das Swanston Cottage, in der Nähe von Edinburgh am Fuß der Pentland Hills gelegen, das im Lauf der Jahre in den Monaten von März bis Oktober häufig zum Refugium des künftigen Schriftstellers wurde.
Im selben Jahr immatrikulierte sich Stevenson an der Universität Edinburgh, studierte zunächst Technik und wechselte aufgrund seines labilen Gesundheitszustands 1871 zur Rechtswissenschaft. Sein Vater akzeptierte den Wunsch des Sohnes, Schriftsteller zu werden, nur unter einer Bedingung: eine abgeschlossene Ausbildung.
Aufgrund seiner bekannten Vorfahren wurde er 1869 zum Mitglied des illustren Debattierclubs „Speculative Society“, kurz „Spec“ genannt, gewählt, dessen abendliche Sitzungen er gern aufsuchte und durch die er viele Freunde gewann, beispielsweise Charles Baxter und seinen Professor, Fleeming Jenkin. Mit seinem Cousin, Robert Alan Mowbray Stevenson (1847–1900), genannt „Bob“, zog Stevenson durch die Kneipen, trank mit ihm und verunsicherte die wohlanständigen Bürger. Sie rauchten heimlich Haschisch und bändelten mit den Damen des Vergnügungsviertels an. Ende 1871 trat er in die Sozietät Skene, Edwards & Garson ein, um sich juristische Praxis anzueignen. Dort blieb er bis zur Jahresmitte 1873. Im selben Jahr lernte er Sidney Colvin, Dozent des Trinity College in Cambridge, kennen; dieser wurde sein Freund und Briefpartner sowie später Herausgeber einer Edition von Stevensons Werken. Stevenson verliebte sich in dessen Lebensgefährtin Fanny Sitwell, die es jedoch verstand, seine Schwärmerei in Schach zu halten.

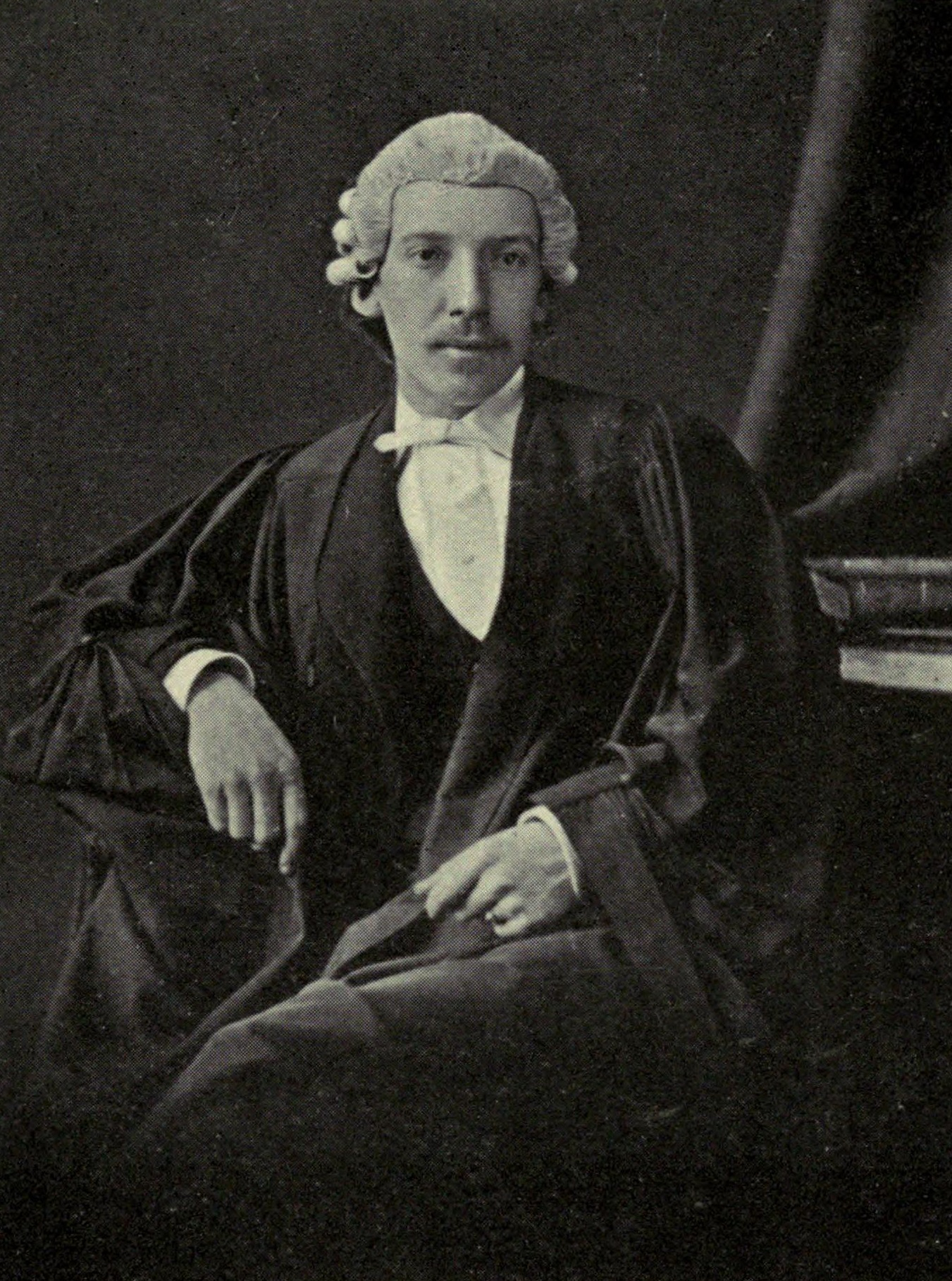
Robert Louis Stevenson als Advocate

Im Jahr 1874 erfolgte die Aufnahme in den „Savile Club“ in London, eine literarische Gesellschaft. Der hochgewachsene schmalschultrige Louis gab sich als Bohemien, trug eine blaue Samtjacke, schulterlanges Haar und einen Schnurrbart und erregte mit seinem Auftreten in seiner Heimatstadt Aufsehen. Sein Aussehen erinnerte an die romantisch-religiösen Maler der Nazarener. Seine Diskutierfreude, die Hinwendung zum Atheismus und die Auflehnung gegen die sozialen Verhältnisse im viktorianischen Königreich entfremdeten ihn dem konservativen Elternhaus.
Am 9. November 1872 bestand Stevenson die Aufnahmeprüfung für das „Scottish Bar“ (schottische Anwaltschaft) und am 14. Juli 1875 die Abschlussprüfung, sodass er als Advocate (Anwalt vor den Obergerichten) am 15. Juli bei der „Faculty of Advocates“ zugelassen wurde. Das dem Vater gegebene Versprechen war eingelöst. Dennoch lehnte er die an ihn herangetragenen Fälle ab, obgleich ihn der neue Status als Rechtsanwalt mit Stolz erfüllte. Mit der Schriftstellerei verdiente er kaum etwas, sodass er vom Geld seiner Eltern abhängig blieb.

### Reisen

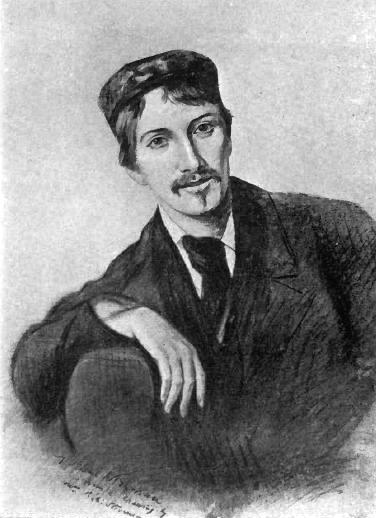
Stevenson mit 26 Jahren, Radierung von Charles Wirgman nach einer Zeichnung von Fanny Osbourne

“For my part, I travel not to go anywhere, but to go. I travel for travel’s sake. The great affair is to move.”

„Ich für meinen Teil, ich reise nicht, um irgendwohin zu fahren, sondern um zu fahren. Ich reise um des Reisens willen. Die große Sache ist, sich zu bewegen.“

Durch Leslie Stephen, später Vater von Virginia Woolf, Herausgeber des Cornhill Magazine, lernte Stevenson 1875 William Ernest Henley kennen, der infolge von Knochentuberkulose einen Fuß verloren hatte. Mit Henley zusammen schrieb er später Dramen wie Deacon Brodie. Stephens Cornhill Magazine veröffentlichte unter anderem 1876 Stevensons Essaysammlung Virginibus Puerisque (1881 als Buch erschienen).
Stevensons Leben bestand in dieser Zeit aus Reisen im Sommer, Literaturstudien und dem Verfassen von Essays im Winter. Den Auftakt der Sommerreisen bildete ein Aufenthalt im Jahr 1872 mit seinem Jura-Kommilitonen und Freund Walter Grindlay Simpson in Frankfurt am Main. 1875 traf Stevenson seinen Cousin „Bob“, der Maler war, während einer Frankreichreise in Barbizon, wo dieser nach der Manier von Corot und Millet Malstudien betrieb. Im Sommer 1876 wanderte Stevenson durch Ayrshire und Galloway und unternahm mit Simpson eine Kanufahrt von Antwerpen bis zur Oise; der Reisebericht darüber erschien 1878 unter dem Titel An Inland Voyage. Er traf Bob wieder in der Künstlerkolonie Grez-sur-Loing, wo er die amerikanische Amateurmalerin Fanny Osbourne, geborene Vandegrift, kennenlernte, die sich mit ihren Kindern, der 18-jährigen Isobel, genannt „Belle“ (1858–1953), und dem achtjährigen Sohn Lloyd Osbourne, dort aufhielt.

### Heirat mit Fanny Osbourne

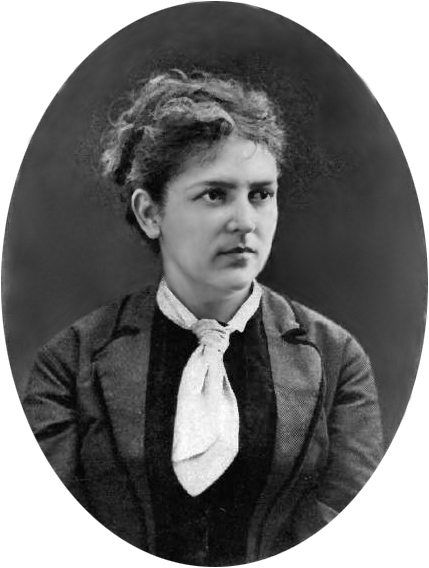
Fanny Osbourne, um 1876

Die zehn Jahre ältere Amerikanerin Fanny Osbourne (1840–1914) war verheiratet, lebte jedoch von ihrem Mann Sam Osbourne getrennt, da dieser sie ständig betrogen hatte und ein unstetes Wanderleben führte. Fanny Osbourne hatte Amerika mit ihren drei Kindern verlassen, um ihre Malerei zu vervollkommnen. Nach einem Aufenthalt in Antwerpen war sie nach Paris gezogen, wo der jüngste Sohn, Harvey, aufgrund der eingeschränkten Lebensverhältnisse an Tuberkulose verstarb. Sie entschloss sich daraufhin, mit Belle und Lloyd nach Grez-sur-Loing zu ziehen.
Stevenson und sie verliebten sich ineinander, doch kehrte er im Spätherbst in die Heimat zurück. Im Frühjahr 1877 reiste er wieder nach Frankreich, und das Paar wohnte eine Zeitlang gemeinsam in Paris. Er wollte heiraten, Fanny Osbourne konnte sich jedoch zu einer Scheidung nicht entschließen. Sie kehrte im August 1878 nach San Francisco zurück, um eine Entscheidung herbeizuführen. Stevenson arbeitete im Sommer in Paris zusammen mit Henley an der Herausgabe der Zeitschrift London: The Conservative Weekly Journal und begann im Herbst eine Wanderung in Südfrankreich. Zur Beförderung des Gepäcks mietete er eine Eselin, die er Modestine nannte. Die Beschreibung ihrer störrischen Eskapaden sowie der kargen, doch reizvollen Landschaft bildete die Grundlage für seinen Bericht Reise mit dem Esel durch die Cevennen, der 1879 veröffentlicht wurde. Dieser Stevensonweg ist heute ein markierter Wanderweg.
Im August 1879 reiste Stevenson – er hatte ein Telegramm erhalten, dass Fanny krank sei – auf der Devonia nach New York und anschließend mit dem Zug elf Tage quer durch Amerika nach Monterey in Kalifornien. Die Eltern waren nur durch einen kurzen Abschiedsbrief informiert worden. Fanny empfing ihn mit gedämpfter Freude, sie hatte sich noch immer nicht zu einer Trennung durchgerungen. Stevenson reiste ab zum Zelten, war aber von der Reise so erschöpft, dass er zusammenbrach und von Ranchern gepflegt wurde. Ein Bericht über diese Reise erschien unter dem Titel The Amateur Emigrant (Emigrant aus Leidenschaft), der postum im Jahr 1896 veröffentlicht wurde.

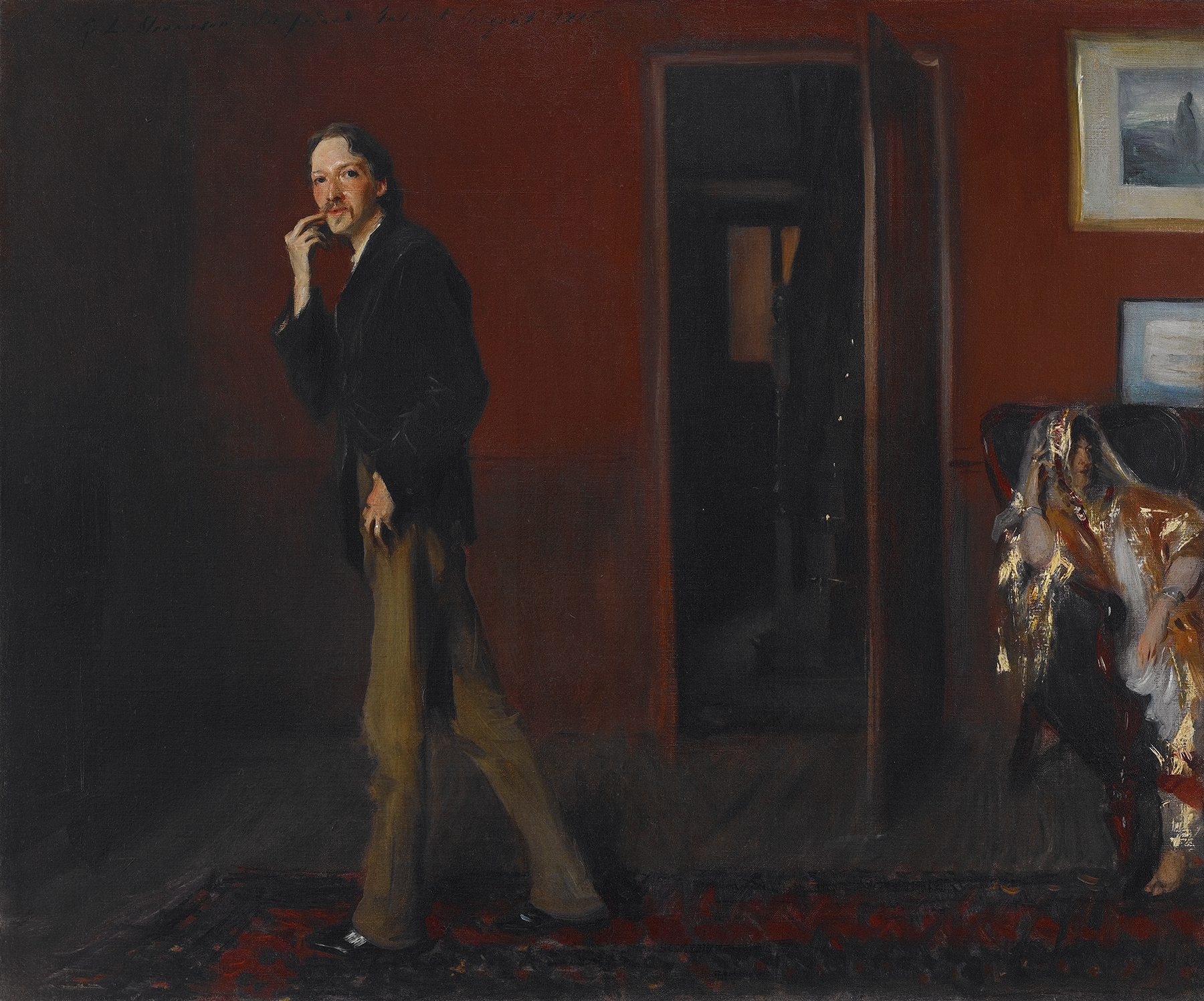
Robert Louis Stevenson mit seiner Frau Fanny, Gemälde von John Singer Sargent, 1885

Fanny Osbourne ließ sich schließlich doch scheiden, und am 19. Mai 1880 wurde das Paar von einem presbyterianischen schottischen Geistlichen in dessen Wohnung in San Francisco getraut. Wenige Tage vor der Hochzeit hatte Stevenson ein Telegramm mit versöhnlichen Worten aus der Heimat erhalten: „250 Pfund jährlich für Dich“. Das Paar machte mit Lloyd zusammen eine zweimonatige Hochzeitsreise in eine verlassene, wenig romantische Bergarbeitersiedlung namens Juan Silverado in Napa County, nördlich von San Francisco. Die Erlebnisse dort fasste Stevenson in dem Bericht The Silverado Squatters zusammen, der 1884 veröffentlicht wurde. Nach der Rückkehr in die Zivilisation buchte das Ehepaar für sich und Lloyd – Belle hatte kurz vor der zweiten Hochzeit ihrer Mutter den Maler Joseph Strong geheiratet – im August eine Passage nach England, um die endgültige Versöhnung mit Stevensons Eltern herbeizuführen und die Ehefrau vorzustellen. Stevensons Eltern erwarteten sie in Liverpool, als die „City of Chester“ am 7. August 1880 dort anlegte. Stevenson war über ein Jahr in den USA gewesen. Wider Erwarten verstanden sich der streng konservative calvinistische Thomas Stevenson und die geschiedene, Zigaretten rauchende Schwiegertochter ausgezeichnet. Die Eltern erkannten, dass Fanny in der Lage war, ihrem Sohn im Krankheitsfall die notwendige Pflege zukommen zu lassen, und dass sie ihm intellektuell eine Partnerin war. Unter der Anleitung ihres Mannes sollte Fanny schriftstellerisch tätig werden.

### Entstehung der „Schatzinsel“

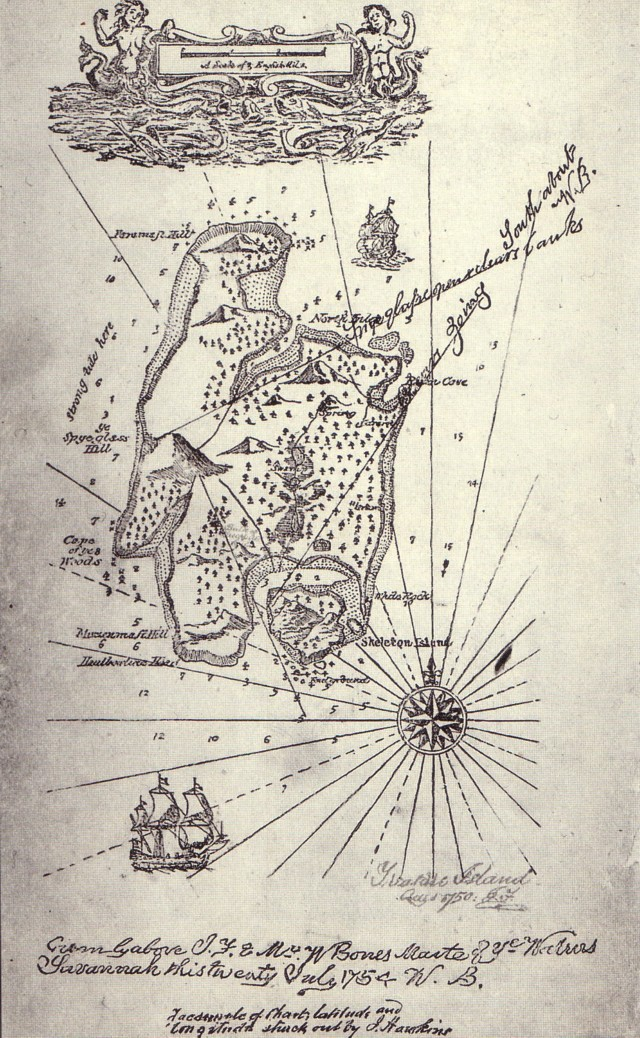
Karte der Schatzinsel als Frontispiz, 1883

Bald nach der Rückkehr und der Aussöhnung mit den Eltern verschlechterte sich Stevensons Gesundheitszustand dramatisch. Die hinzugezogenen Ärzte konstatierten den Ausbruch einer Tuberkulose. Im November 1880 zogen die Stevensons mit Lloyd ins Kurhotel Belvedere in Davos (Schweiz). Stevenson erholte sich ein wenig, doch Fanny vertrug das Klima in den Hochalpen nicht. Der als trostlos empfundene Anblick der Berge und der ausschließliche Kontakt zu Leidensgenossen wirkten sich nicht günstig auf das Befinden des Patienten aus. So kehrte die Familie im April 1881 nach Schottland zurück und mietete in Braemar, einem kleinen Hochlanddorf etwa sechs Meilen westlich vom königlichen Sommerschloss Balmoral Castle, ein Cottage.

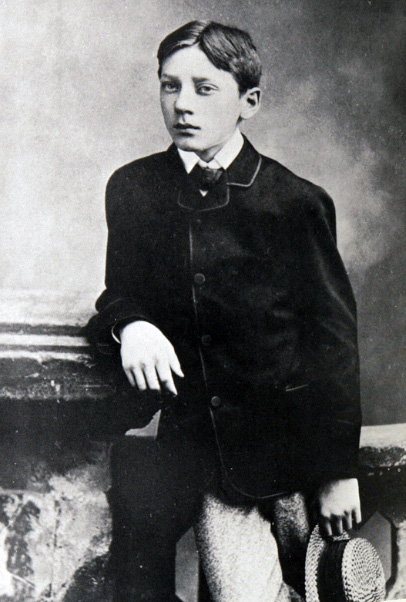
Lloyd Osbourne, 1880

Während einer Schlechtwetterperiode zog Stevenson sich eine starke Erkältung zu, musste seine Wanderungen aufgeben und widmete sich seinem Stiefsohn Lloyd. Er half ihm beim Malen: „Bei dieser Gelegenheit fertigte ich die Landkarte einer Insel an. […] Die Gestalt dieser Insel befruchtete meine Phantasie außerordentlich. Da waren Hafenplätze, die mich entzückten wie Sonette, und im Bewußtsein einer Schicksalsbestimmung nannte ich mein Erzeugnis ‚Die Schatzinsel‘“. Auf diese Weise entstand die Anregung zu Stevensons erstem Roman, Treasure Island (Die Schatzinsel), der für seinen Stiefsohn geschrieben und ihm gewidmet wurde. Der Protagonist Jim Hawkins sollte in Lloyds Alter sein; William Ernest Henley, Stevensons Mitherausgeber des London Journal, war als fußamputierter trinkfester Schotte das Vorbild für den Piraten Long John Silver.
Nach den ersten Kapiteln litt Stevenson unter einer Schreibhemmung. Aus gesundheitlichen Gründen befand man einen erneuten Aufenthalt in Davos für notwendig; im Herbst war er dort wieder in der Lage, jeden Tag ein Kapitel zu schreiben. Die Schatzinsel erschien ab Ende des Jahres 1881 in mehreren Fortsetzungen in der Jugendzeitschrift Young Folks unter dem Pseudonym Captain George North und dem Titel The Sea Cook, or Treasure Island; sie fand jedoch wenig Beachtung. Als im Jahr 1883 der Roman mit dem Titel Treasure Island in Buchform bei Cassell & Company in London veröffentlicht wurde, ausgestattet mit zahlreichen Holzschnitten von George Roux und der Schatzkarte als Frontispiz, wurde er ein Bestseller; bereits nach wenigen Jahren waren 75.000 Exemplare verkauft.

### Aufenthalt in Frankreich und Bournemouth

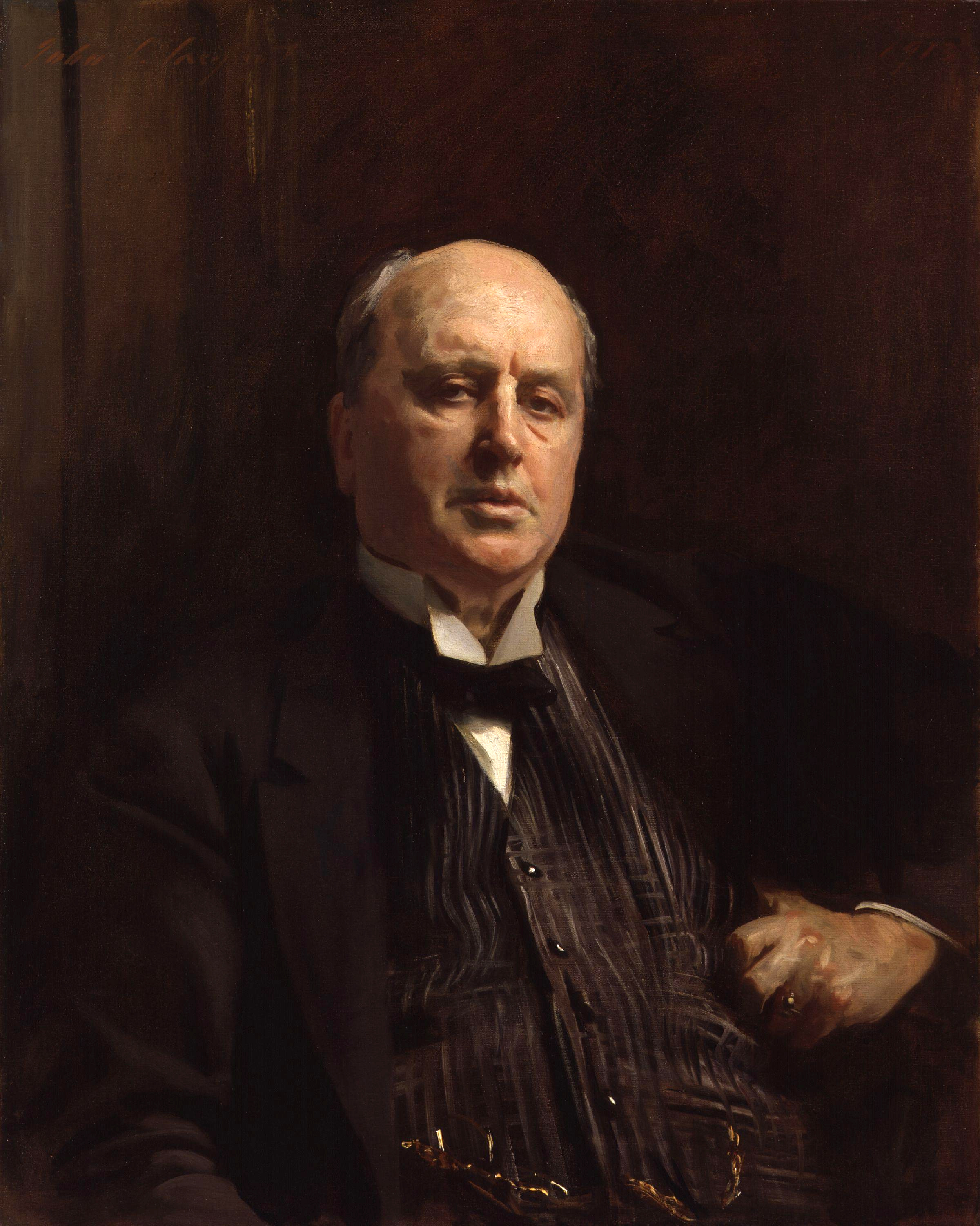
Henry James, Gemälde von John Singer Sargent, 1913

Im April des Jahres 1882 war eine gesundheitliche Besserung eingetreten, und Stevenson verließ mit seiner Familie Davos in Richtung Schottland. Er erlitt einen Blutsturz und siedelte auf Ratschlag des Arztes nach Frankreich über. Nach einem kurzen Aufenthalt nahe Marseille mussten die Stevensons wegen einer Typhusepidemie umziehen nach Hyères, wo sie das Haus „La Solitude“ mieteten. Nach zwei Jahren kehrten sie wegen einer erneuten Epidemie – diesmal war es die Cholera – nach Großbritannien zurück und bezogen im September 1884 das Haus „Skerryvore“ – benannt nach dem Skerryvore-Leuchtturm, erbaut von seinem Onkel Alan Stevenson – in Bournemouth, wo sie bis Juli 1887 lebten. Dort lernte Stevenson den amerikanischen Schriftsteller Henry James kennen, der sich als einer der ersten Kritiker ernsthaft, aber zugleich begeistert mit seinem Werk auseinandersetzte. Es entstand ein reger Briefwechsel, und Stevenson empfing von ihm Impulse für seine Arbeit. Die Jahre in Bournemouth verbrachte er zum großen Teil im Krankenbett.

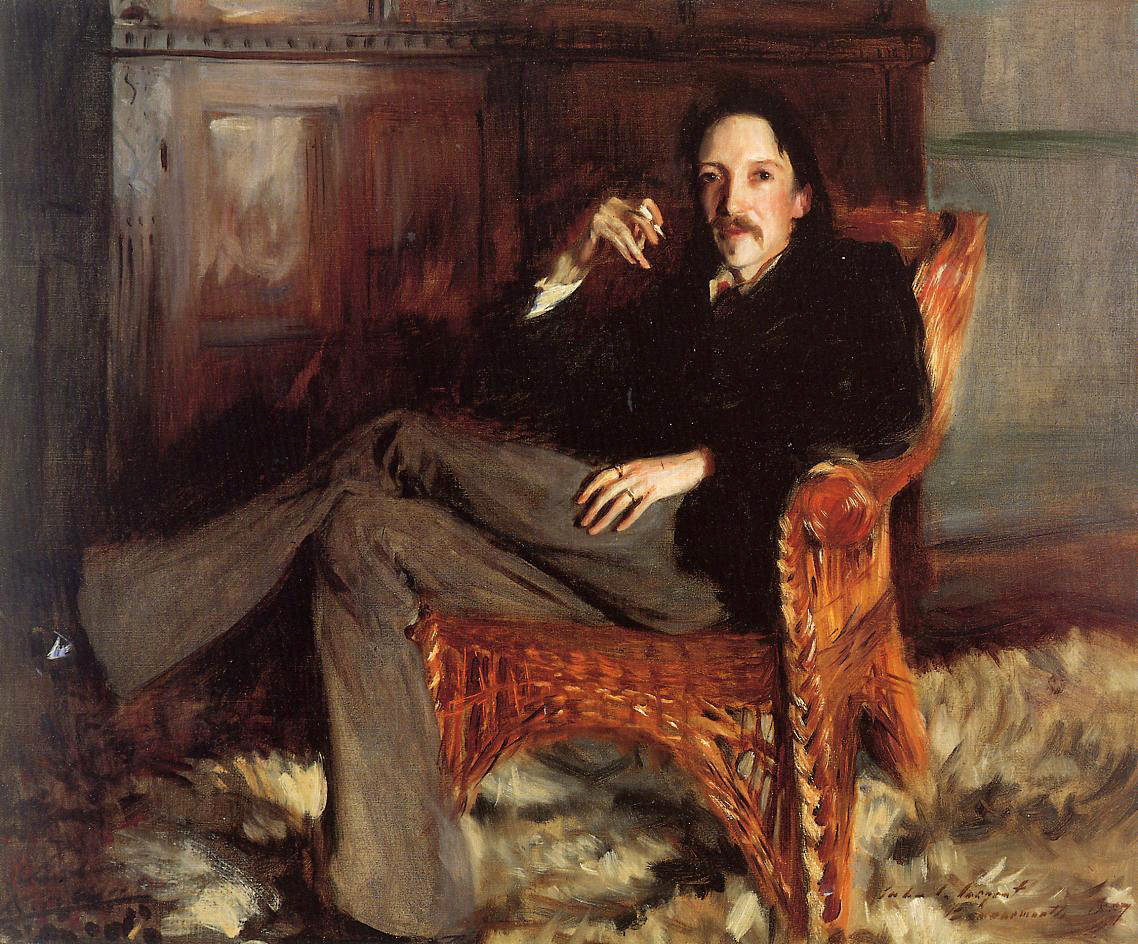
Robert Louis Stevenson, Gemälde von John Singer Sargent, 1887

Im Jahr 1886 schrieb Stevenson Der seltsame Fall des Dr. Jekyll und Mr. Hyde, eine Schauernovelle, die auf einem authentischen Fall beruht, den Stevenson und Henley bereits mit dem Schauspiel Deacon Brodie im Jahr 1880 dramatisiert hatten. Deacon William Brodie war ein Kunsttischler aus dem Edinburgh des 18. Jahrhunderts, der tagsüber ein angesehener Handwerker war, nachts jedoch ein Verbrecher. Angeblich hatte sich in Stevensons Kinderzimmer ein von Brodie geschreinertes Schränkchen befunden.
Die Novelle war noch nicht erschienen, als Stevenson bereits einen weiteren Roman vorbereitete, Kidnapped (Entführt), eine Abenteuergeschichte aus dem Schottland des 18. Jahrhunderts, in der er die Erlebnisse des 17-jährigen David Balfour schilderte. Hintergrund der Handlung war die Ermordung des königlichen Statthalters Colin Campbell of Glenure durch den Stuart-Clan. Entführt erschien zunächst wieder als Fortsetzungsroman in der Zeitschrift Young Folks im Juli 1886 und kurz darauf als Buch bei Cassell in London sowie Scribner’s, New York.

### Abreise aus Europa

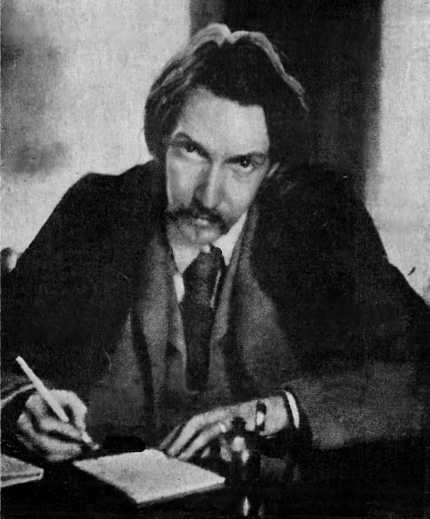
Robert Louis Stevenson, 1885

Sein Vater, Thomas Stevenson, verstarb am 8. Mai 1887 in Edinburgh. Robert Louis Stevenson wollte seiner Familie nahe sein und hatte Bournemouth als Wohnort gewählt, entschied sich auf ärztlichen Rat, das raue britische Klima zu verlassen, und die Familie siedelte mit der verwitweten Mutter nach Saranac in den Adirondack Mountains über, wo es ein Sanatorium für Lungenkranke gab. Während eines Besuchs in New York im Jahr 1888 traf Stevenson Mark Twain, dessen Huckleberry Finn ihn begeistert hatte; im Washington Square Park saßen beide lange auf einer Bank und diskutierten. Ein Briefwechsel schloss sich daran an.

Von links: Lloyd Osbourne, Fanny und Robert Louis Stevenson, König Kalākaua und Stevensons Mutter Margaret bei ihrem Besuch im Königreich Hawaiʻi, Fotografie 1889

In Saranac entstand der Beginn des Romans The Master of Ballantrae (Der Junker von Ballantrae), erschienen 1889, sowie das von Lloyd Osbourne verfasste und von Stevenson redigierte Werk The Wrong Box (Die falsche Kiste). Fanny Stevenson hatte unter anderem eine Kurzgeschichte mit dem Titel The Nixie (1888) geschrieben. Ein weiterer Text, den sie von Bob Stevensons Schwester übernommen und mit deren Einwilligung fertiggestellt hatte, zog einen heftigen Plagiatsvorwurf Henleys nach sich, der die Freundschaft zwischen diesem und Stevenson stark beeinträchtigte. Der Erlös aus den Veröffentlichungen war für eine seit längerem geplante Südseereise gedacht, die die Familie am 28. Juni 1888 auf dem Schoner „Casco“ in San Francisco antrat. Die Reise führte über die Marquesas-Inseln nach Tahiti und Honolulu auf Oʻahu, einer der acht Hauptinseln des Hawaiʻi-Archipels, wo sie Freundschaft mit König Kalākaua und dessen Nichte Prinzessin Victoria Kaʻiulani schlossen. Stevenson verbrachte dort fünf Monate und gewann durch den König Einblicke in die komplizierten sozialen und politischen Verhältnisse dieser Region. Als er 1893 nochmals für einige Wochen auf die Inseln zurückkehrte, war die letzte Königin Liliʻuokalani gestürzt worden, und das Land stand unter amerikanischem Einfluss.
Im Juni 1889 reisten die Stevensons mit dem Handelsschoner „Equator“ zu den Gilbert-Inseln. Im Dezember des Jahres besuchte Stevenson erstmals Samoa, wo er ein Anwesen am Fuß des Mount Vaea, unweit von Apia auf der Insel Upolu erwarb. Im Februar 1890 reisten die Stevensons nach Sydney, machten von April bis August eine dritte Kreuzfahrt in der Südsee, kehrten nach Sydney zurück und siedelten im Oktober endgültig nach Samoa über.

### Letzte Jahre auf Samoa

Das Haus in Vailima. Oben auf der Veranda ist Stevenson zu sehen. Fotografie um 1893

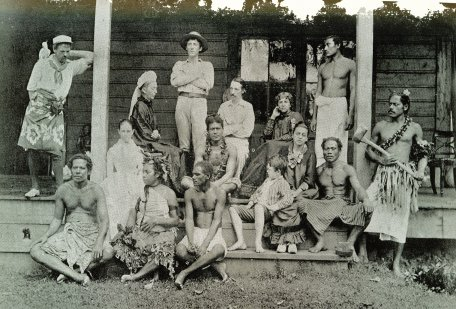
Der „Stevenson-Clan“ mit seinen Dienern. In der Mitte hinten sitzend: Robert Louis mit Fanny Stevenson, links daneben Lloyd Osbourne mit Margaret Stevenson, vor Fanny Belle Strong mit Sohn Austin, ganz links Joe Strong, Fotografie um 1893

Der Plantage, die Stevenson für 400 Pfund erworben hatte, und dem Wohnhaus, das ab Januar 1891 in zweijähriger Bauzeit errichtet wurde, gab er den Namen „Vailima“ („Wasser aus der Hand“). Die Übersetzung „Fünf Flüsse“, die oft in Biografien auftaucht, beruht auf einem Missverständnis.
Die für den zweistöckigen Holzbau im Kolonialstil anfallenden Kosten erbrachte der Verkauf des Wohnsitzes „Skerryvore“. Lloyd Osbourne war nach Bournemouth gefahren, hatte sich um die Veräußerung der Immobilie gekümmert, den Haushalt aufgelöst und Möbel sowie Hausrat und Bilder auf den Weg nach Samoa gebracht. Auf Stevensons Wunsch hin zogen Belle und Joseph Strong und Sohn Austin nach Vailima, Mutter Margaret folgte aus Sydney. Stevenson holte sie von dort ab, erlitt jedoch einen Zusammenbruch, der die Rückreise verzögerte. Im Mai 1891 erreichten sie Samoa; der „Stevenson-Clan“ war komplett. Im gleichen Jahr erschien seine Kurzgeschichte The Bottle Imp (Der Flaschenkobold), deren Handlung bereits auf polynesische Verhältnisse zugeschnitten ist.
Belle trennte sich von ihrem Ehemann, der ihr untreu geworden war, führte Stevensons Haushalt und schrieb seine Manuskripte wie den Abenteuerroman Catriona (1893), die Fortsetzung von Entführt, ins Reine. Fanny kümmerte sich um die Pflanzungen und den Garten. Zwölf samoanische Diener wurden angestellt und wie Familienangehörige in den „Stevenson“-Clan aufgenommen. An Feiertagen trugen die Diener Lendentücher in Stuart-Farben. Stevenson war in dieser Zeit äußerst produktiv; begeistert schrieb er an seinen Freund Colvin: „So viele Eisen im Feuer hatte noch niemand.“ Außer Catriona schrieb er The Beach of Falesá (Der Strand von Falesa), zusammen mit Lloyd The Ebb-Tide (Der Schiffbruch) und die Vailima Letters an Colvin. Verspürte Stevenson keine Lust zum Schreiben – oftmals arbeitete er an mehreren Werken gleichzeitig – vertrieb er sich die Zeit mit Flageolettspielen, oft vom Krankenbett aus, was für seine Mitbewohner nicht immer ein ungetrübtes Hörvergnügen gewesen war.
Die Einwohner der Insel gaben Stevenson den Namen Tusitala, der Geschichtenerzähler. Sie suchten seinen Rat, und er befasste sich mit dem schwierigen Konflikt um Samoa, der vom Konflikt der Vereinigten Staaten, Großbritanniens und Deutschlands, vertreten durch den Konsul Wilhelm Knappe sowie dessen Nachfolger, geprägt war. Stevenson bezeichnete die europäischen offiziellen Vertreter als inkompetent, und nach vielen vergeblichen Vorschlägen, die Lokalpolitik zu verbessern, schrieb er über die Ereignisse die Publikation A Footnote to History. Eight Years of Trouble in Samoa (1892).
Stevenson stand auf der Seite des samoanischen Oberhäuptlings Mataafa, der sich im Juni 1893 gegen den Rivalen Laupepa wandte und damit einen Bürgerkrieg auslöste. Das britische Foreign Office ließ ihn wissen, dass er sich allein auf das Schreiben von Novellen konzentrieren und sich aus der Politik heraushalten solle. Deutschland drohte offen mit Verhaftung und Deportation. Als Mataafa unterlag und auf die von Deutschland kontrollierten Marshall-Inseln verbannt wurde, versorgten die Stevensons ihn und weitere Inhaftierte mit Lebensmitteln, Medikamenten und Tabak. Nach der Freilassung im September 1894 bedankten sich die Gefolgsleute Mataafas mit dem Bau einer Verbindungsstraße (genannt „Straße der liebenden Herzen“) mitten durch den Urwald nach Vailima zu Stevensons im Januar 1893 fertiggestelltem Haus. Vailima wurde 1994 zu einem Robert-Louis-Stevenson-Museum umgebaut.

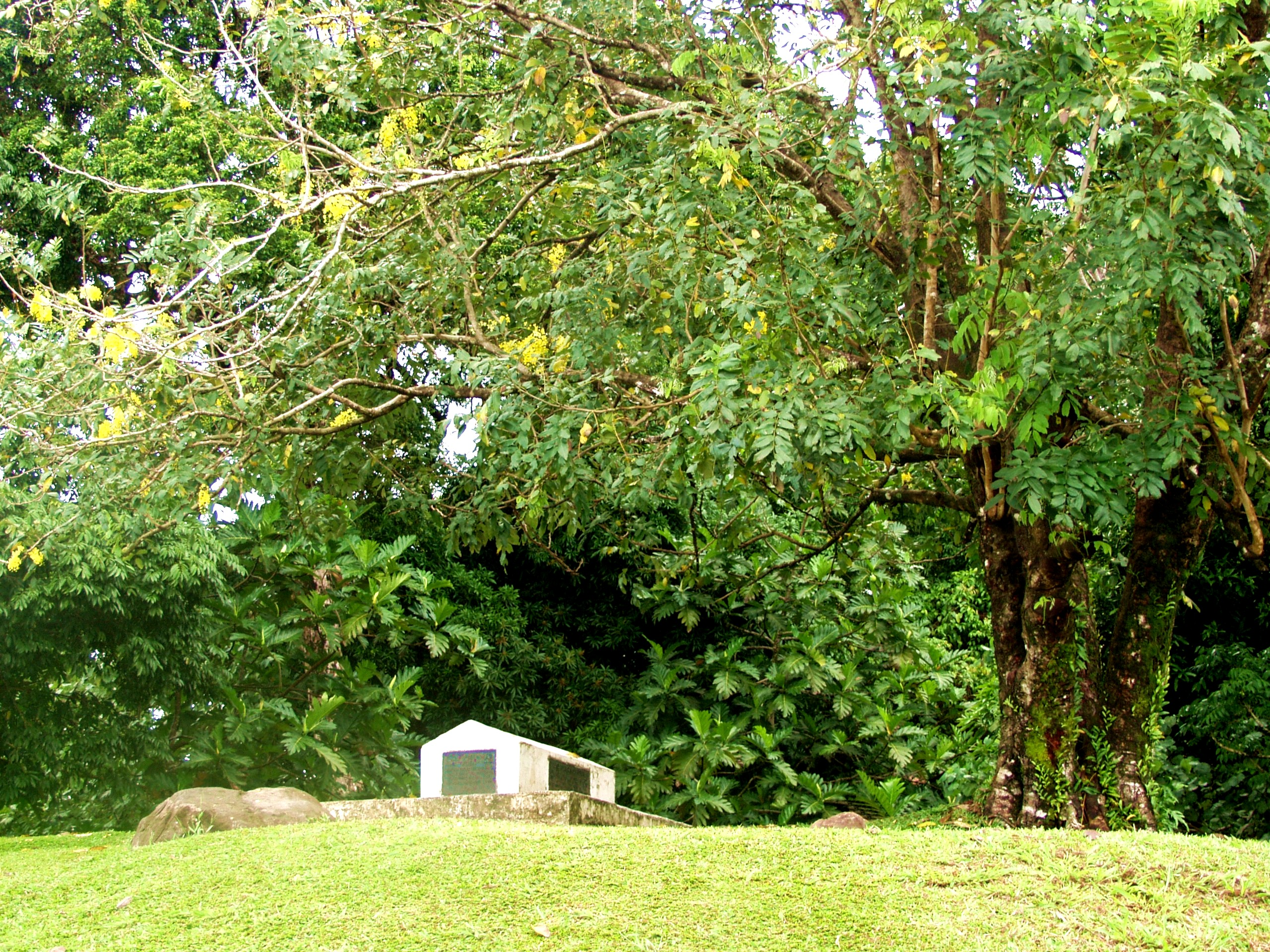
Stevensons Grab am Gipfel des Mount Vaea

Stevenson begann 1893 mit einem weiteren historischen Roman, St. Ives, doch er war mit dem Werk nicht zufrieden und brach die Arbeit im Oktober 1894 zugunsten des Romans Weir of Hermiston (Die Herren von Hermiston) ab, der, obgleich unvollendet, zu seinen reifsten Werken gezählt wird. Am Abend des 3. Dezember 1894 griff er sich auf der Veranda von Vailima an den Kopf, rief: „Was ist das! – Sehe ich nicht merkwürdig aus?“ und brach bewusstlos zusammen. Herbeigerufene Ärzte konnten nicht mehr helfen. Im Beisein der Familie, der Diener und Geistlichen starb Stevenson 44-jährig, ohne noch einmal das Bewusstsein erlangt zu haben. Als Todesursache wurde eine Intrazerebrale Blutung vermerkt. Die Nachricht verbreitete sich wie ein Lauffeuer auf der Insel; die Einheimischen defilierten am Totenbett Tusitalas, also dem Totenbett Stevensons, vorbei und hielten auch die Totenwache. Stevenson wurde am Gipfel des Mount Vaea begraben, wie er es sich gewünscht hatte: „Herrlich ist es hier, hier ist mein Haus und wird mein Grab sein; aber daß beides nicht in Schottland ist, tut schon weh. Das werde ich niemals verwinden können.“

## Werke

### Gesamtausgaben, Verwahrung des Nachlasses

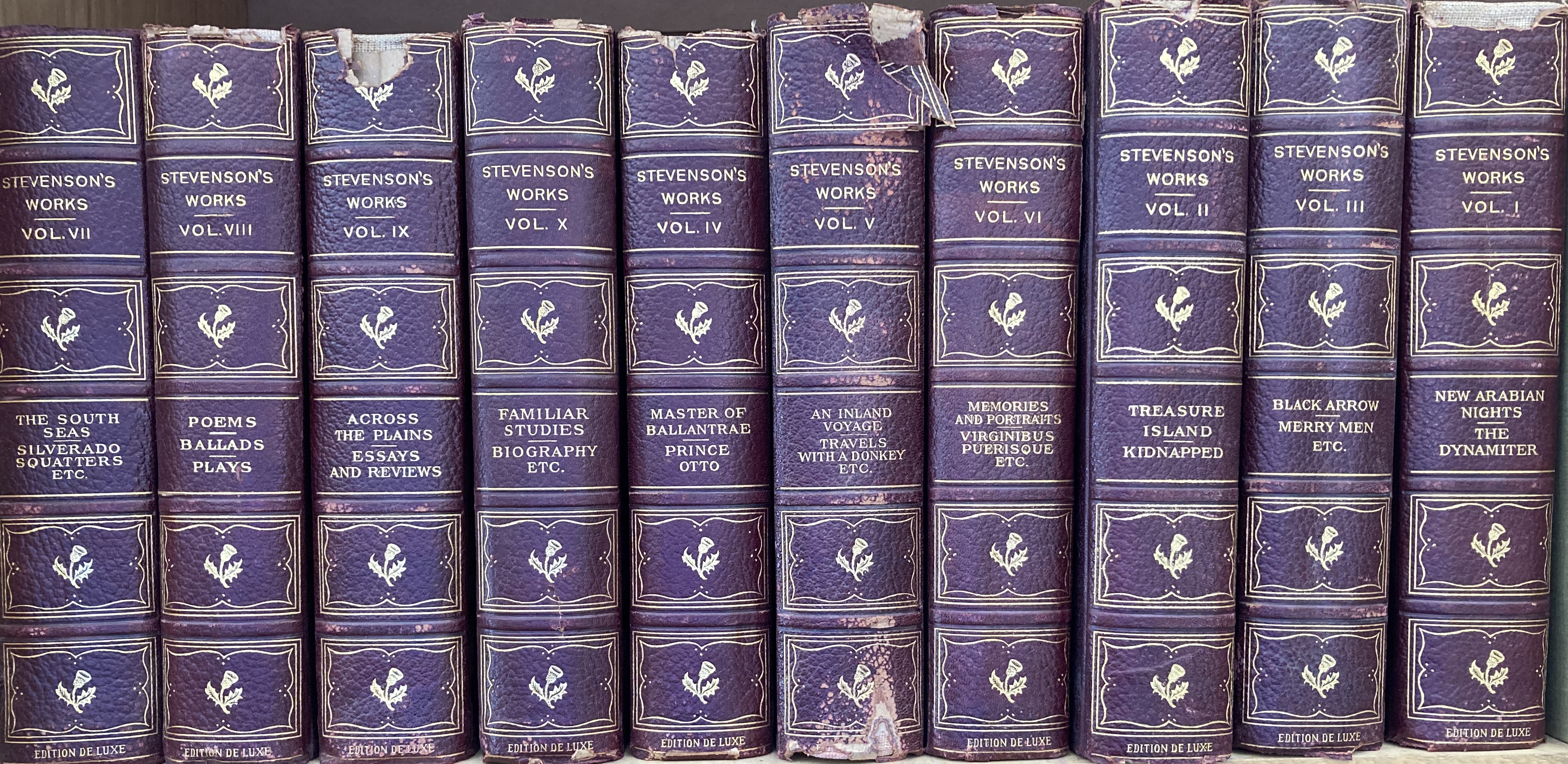
Zehnbändige Ausgabe von Stevensons Werk, 1909

Robert Louis Stevenson hat ein umfangreiches Werk von Romanen, Novellen, Reisebeschreibungen, Theaterstücken, Gedichten, Essays und Briefen hinterlassen, die in neun verschiedenen Gesamtausgaben 10 bis 35 Bände umfassen. Die erste Gesamtausgabe, von seinem Freund Sidney Colvin herausgegeben, die „Edinburgh-Edition“ (1894–1898), umfasst beispielsweise 28 Bände, die seines Stiefsohns Lloyd Osbourne von 1921 bis 1923 in New York herausgegebene „Vailima-Edition“ 26 Bände. Es ist dem häufigen Ortswechsel Stevensons geschuldet, dass sein Nachlass weit verstreut archiviert ist. So verwahren die Beinecke Rare Book and Manuscript Library der Yale University, die Pierpont Morgan Library in New York, die Huntingdon Library in San Marino, Kalifornien, die Widener Library an der Harvard University sowie die Edinburgh Public Library umfangreiches Manuskriptmaterial. Die erste deutschsprachige Werkausgabe erschien 1918 in München, die letzte 12-bändige Ausgabe 1979 in Zürich ist eine Neuedition der Übersetzungen von Marguerite und Curt Thesing aus den 1920er Jahren. Die bisher vollständigste deutsche Ausgabe der Romane und Erzählungen (unter Ausschluss der Gemeinschaftswerke mit Lloyd und Fanny Osbourne) erschien 1960 in der Übersetzung von Richard Mummendey im Winkler Verlag München.
In Edinburgh wurde in einem Buchladen im Lady Stair’s House für Robert Burns, Sir Walter Scott und Robert Louis Stevenson ein kleines Museum mit dem Namen The Writers’ Museum eingerichtet, in dem einige ihrer Werke und persönliche Gegenstände ausgestellt sind.

### Historische Romane und Novellen (Auswahl)

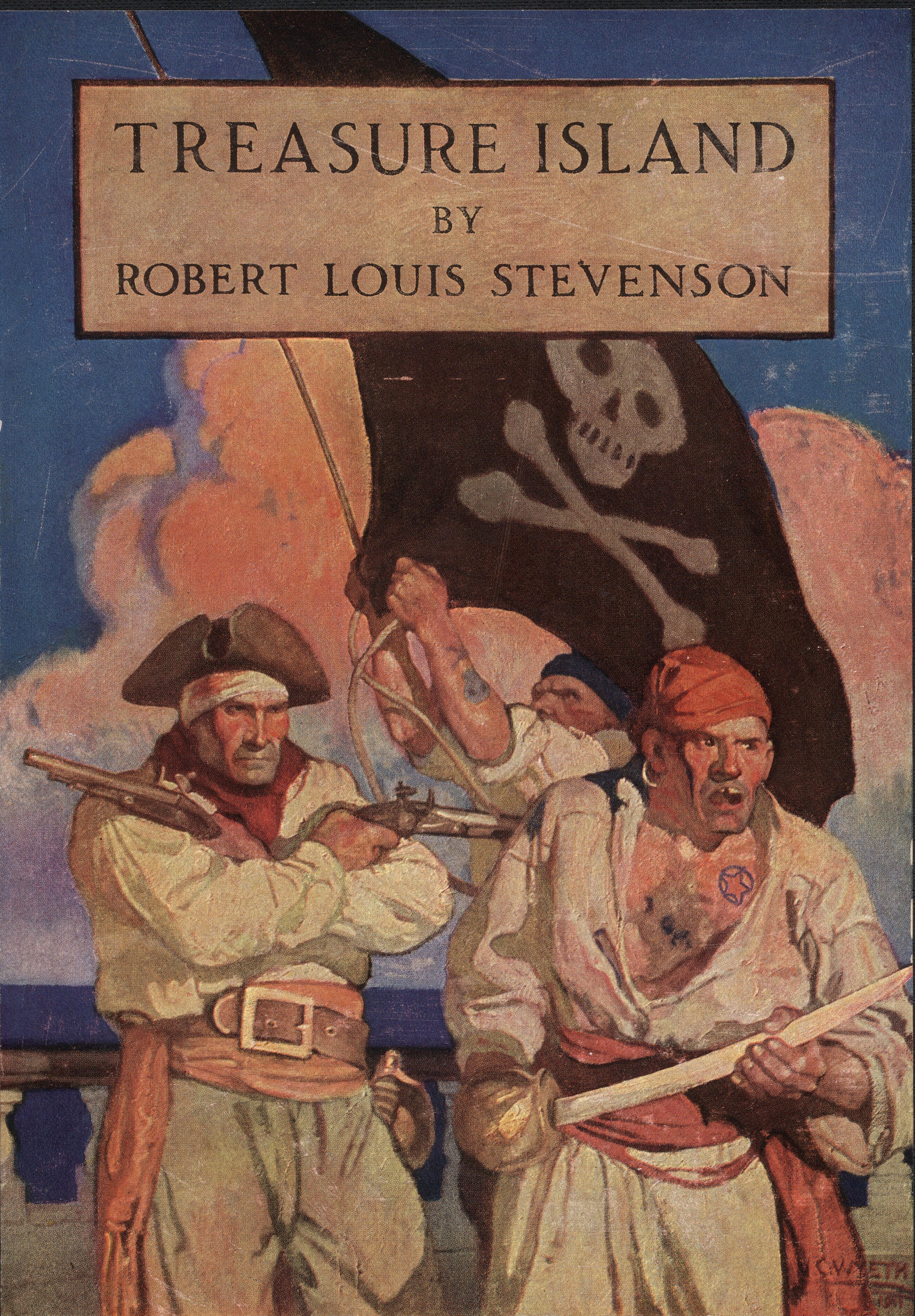
Treasure Island, Einband einer Ausgabe aus dem Jahr 1911

„Fünfzehn Mann auf des toten Mannes Kiste

Yo-ho-ho und ’ne Buddel voll Rum!“

Der Erstdruck von Stevensons populärstem Werk Treasure Island (Die Schatzinsel) – ein späterer Jugendbuchklassiker – erfolgte als Mehrteiler in der Zeitschrift Young Folks in der Zeit vom 1. Oktober 1881 bis 28. Januar 1882. Die englische Erstausgabe in Buchform erschien 1883 in London und war sein erster schriftstellerischer Erfolg. Eine ins Deutsche übersetzte Ausgabe erschien erstmals 1897. Ursprünglich sollte der Roman The Sea Cook heißen. Bei den Figuren und Motiven hat sich Stevenson nach eigenen Angaben unter anderem von Daniel Defoe, Edgar Allan Poe und Washington Irving beeinflussen lassen. Die weltweite Wirkung dieses populären Jugendbuchs ist den Werken von Defoes Robinson Crusoe, Mark Twains Tom Sawyer und Lewis Carrolls Alice im Wunderland vergleichbar.
Der Roman Prince Otto, 1885 erschienen, erzählt in märchenhafter Weise die Geschichte eines jungen deutschen Adligen, dessen Gegenpart, Baron Heinrich von Gondremark, als machtbesessener Ränkeschmied fungiert, der dem deutschen Reichskanzler Otto von Bismarck nachempfunden sein soll. Dieser Roman konnte nicht an den Erfolg der Schatzinsel anknüpfen.
Der historische Roman Kidnapped (Entführt), erschienen 1886, spielt zur Zeit der jakobitischen Auseinandersetzungen zwischen England und Schottland im 18. Jahrhundert. Die Abenteuer des David Balfour verknüpfen mit dem zweiten Protagonisten Alan Breck eine weitgehend historische Figur in der Geschichte Schottlands, den Jakobiten Alan Breck Stewart. Dieser Roman fand 1893 in Catriona seine Fortsetzung. The Black Arrow. A Tale of the Two Roses (Der Schwarze Pfeil), 1883 als Fortsetzungsroman erneut unter dem Pseudonym Captain Georg North in den Young Folks erschienen, wurde 1888 in Buchform veröffentlicht. Er behandelt die Zeit der Rosenkriege. 1889 folgten The Master of Ballantrae (Der Junker von Ballantrae) sowie zusammen mit Lloyd Osbourne The Wrong Box (Die falsche Kiste). Den 1893 begonnenen Roman St. Ives brach er 1894 zugunsten des Werks Weir of Hermiston (Die Herren von Hermiston) ab. Dieser Roman wird als sein literarisch reifstes Werk angesehen, Stevenson konnte es jedoch nicht vollenden. Das Fragment erschien postum 1896 in London, 1897 folgte die Veröffentlichung des Fragments von St. Ives.

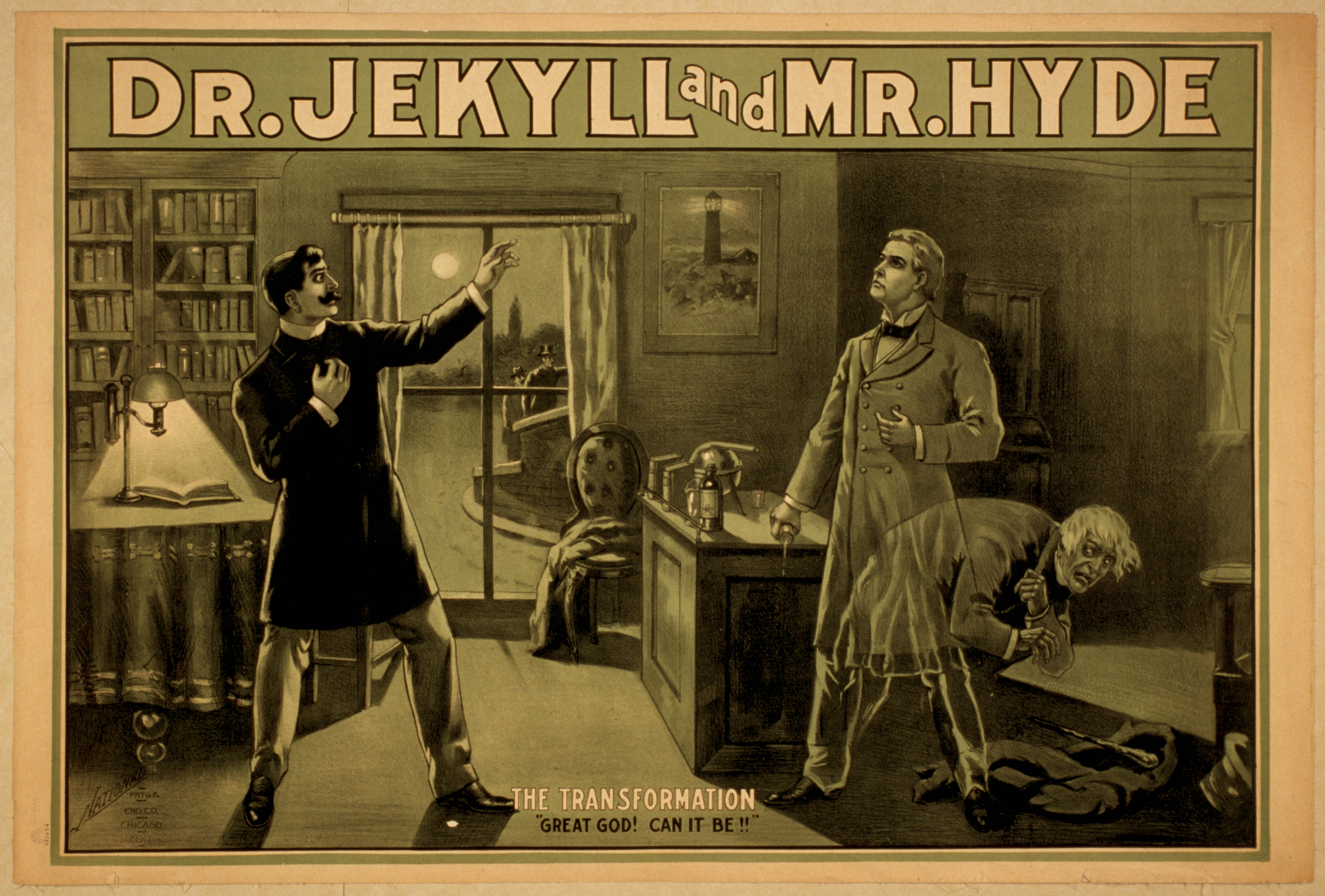
Die Verwandlung, Poster aus den 1880er Jahren

Die Schauernovelle Der seltsame Fall des Dr. Jekyll und Mr. Hyde aus dem Jahr 1886, die von einer Persönlichkeitsspaltung erzählt, nimmt die Thematik des gemeinsam mit Henley verfasste Dramas Deacon Brodie wieder auf. Mary Shelley hatte bereits 1818 in ihrem Werk Frankenstein einen Wissenschaftler geschaffen, der von einem unbändigen Wissensdurst ergriffen war und keine Grenzen kannte. Dr. Jekyll war die Erfindung einer synthetischen Droge gelungen, die die Wandlung vom Wissenschaftler zum Bösewicht Hyde ermöglichte. Nach Stevensons Angaben soll ihm die Idee zu der Novelle nach dem Erlebnis eines Albtraums gekommen sein. Aufgrund der Krankheit Stevensons gibt es Vermutungen, dass er das zu jener Zeit erhältliche opiumhaltige Laudanum eingenommen und daher unter Ängsten gelitten haben könnte. Das Buch wurde im Januar veröffentlicht und erwies sich als großer Verkaufserfolg. In Großbritannien wurden innerhalb von sechs Monaten 40.000 Exemplare umgesetzt; es folgte eine Lizenzausgabe in den USA und Übersetzungen in vielen Sprachen. Der Theaterdichter Thomas Russell Sullivan dramatisierte den Stoff ein Jahr später und brachte ihn mit großem Erfolg 1887 in New York und ein Jahr später in London auf die Bühne. Im 20. Jahrhundert machte das neue Medium Film Dr. Jekyll und Mr. Hyde weltweit bekannt. Die erste deutsche Version von 1920 stammt von Friedrich Murnau mit Conrad Veidt in der Hauptrolle; die Hollywood-Fassung aus dem Jahr 1941 unter der Regie von Victor Fleming wurde mit Spencer Tracy, Ingrid Bergman und Lana Turner in den Hauptrollen besetzt. Weitere Adaptionen für Film und Fernsehen, wie beispielsweise der Fernsehfilm aus dem Jahr 2002, werden auch in der Gegenwart gedreht.
In der Novelle The Bottle Imp (Der Flaschenkobold) befasst sich Stevenson erstmals mit einem Thema, das in seiner neuen Heimat spielt und viele Bezüge zu Sprache und Kultur des zeitgenössischen Königreichs Hawaiʻi enthält. Der Protagonist ist der Hawaiier Keawe, der eine Glasflasche erwirbt, in der ein Teufelchen sitzt, das Wünsche erfüllen kann. Er muss die Flasche jedoch vor seinem Tod verkauft haben, sonst verfiele er der Hölle. Die Samoaner hielten die Geschichte für wahr und Stevenson für den Besitzer der Flasche, dessen Reichtum vom Teufelchen stammen musste. Die Novelle wurde 1891 in mehreren Teilen vorab in der Missionarszeitung O le Sulu O Samoa gedruckt und erschien 1892 erstmals in Buchform. Im Jahr 1893 veröffentlichte Stevenson den Flaschenkobold mit weiteren Südseegeschichten in dem Erzählband Island Night’s Entertainments (Inselnächte).

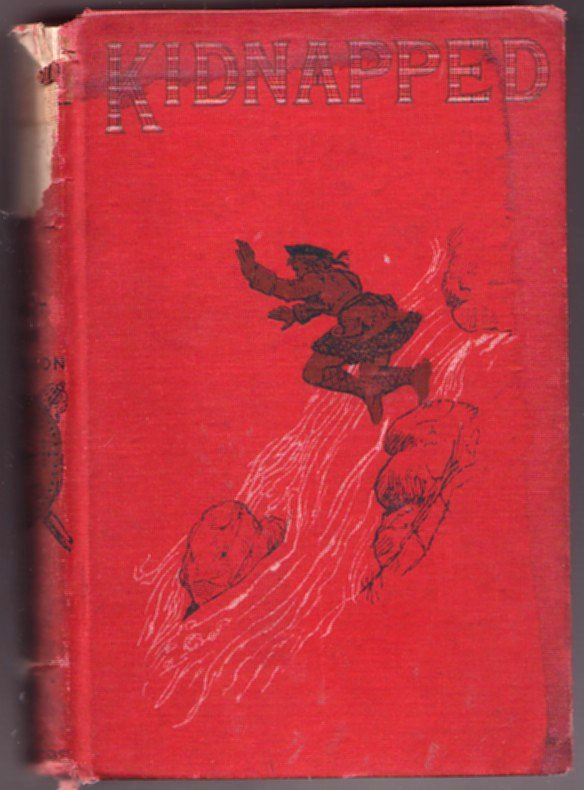
Einband der Erstausgabe von Kidnapped bei Scribner’s, New York 1886
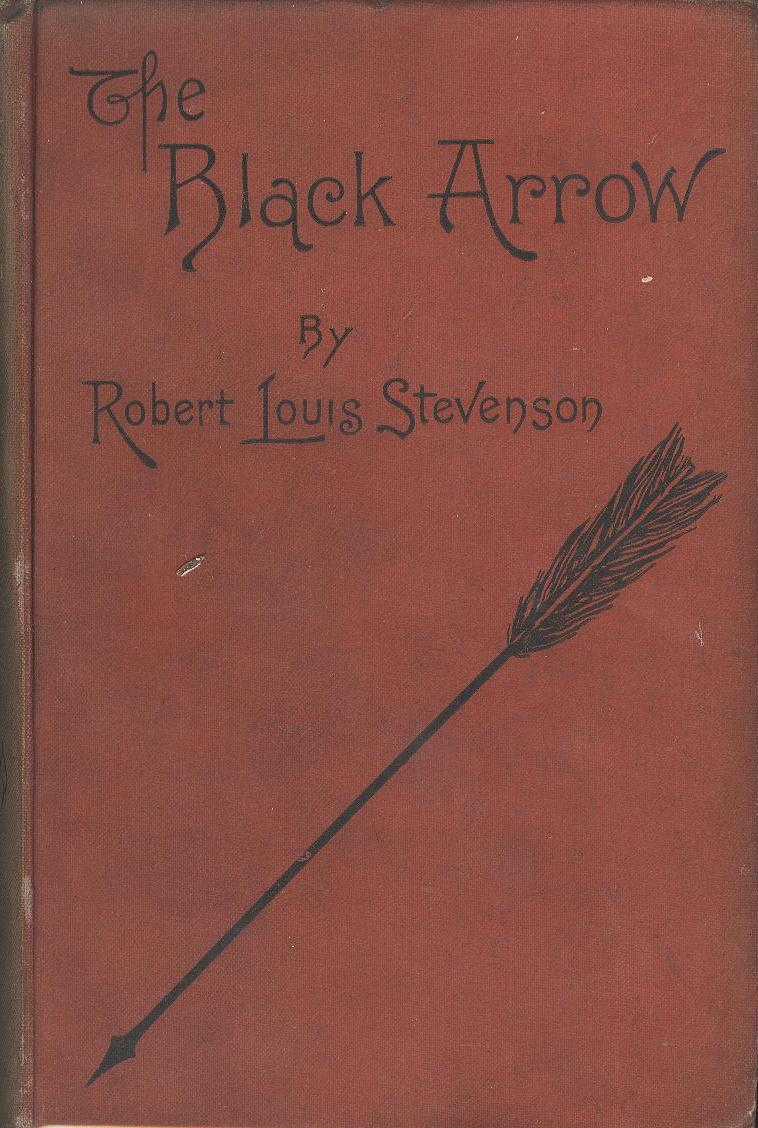
Einband der Erstausgabe von The Black Arrow bei Cassell, London 1888
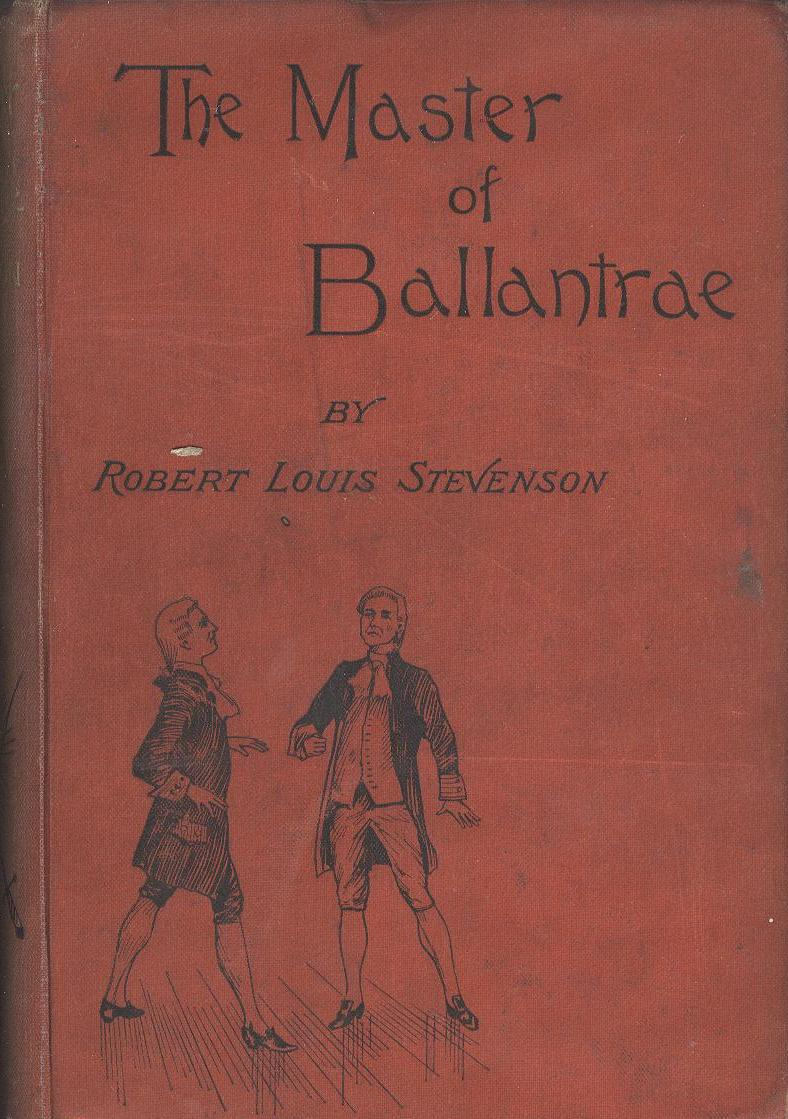
Einband der Erstausgabe von The Master of Ballantrae bei Cassell, London 1889
Titelseite der Erstausgabe von Weir of Hermiston bei Chatto & Windus, London 1896

### Reiseberichte, Kurzgeschichten, Bühnenstücke, Essays, Briefe und Lyrik

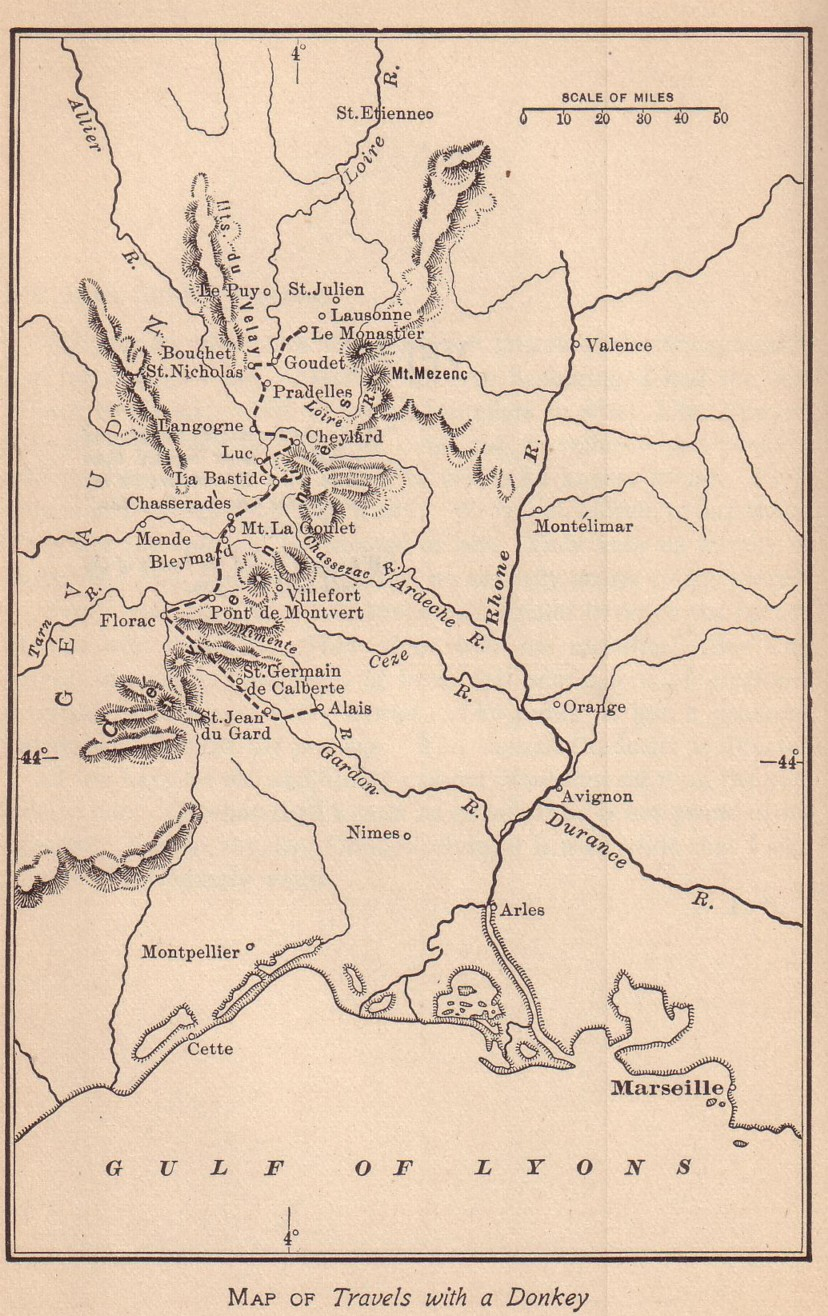
Routenkarte: Eine Reise mit dem Esel durch die Cevennen (1918)
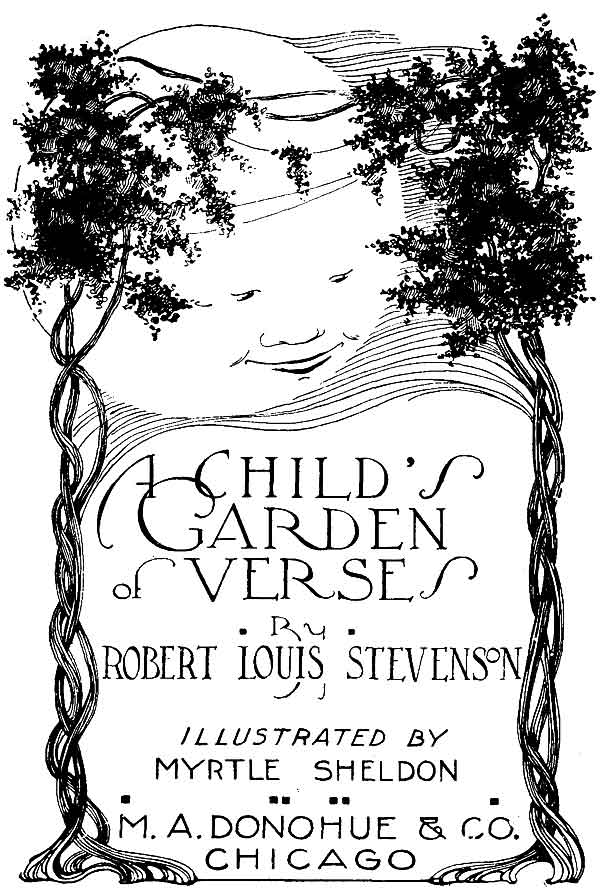
Titelbild einer Ausgabe aus dem Jahr 1916

Nach An Inland Voyage (1878) (Eine Binnenlandfahrt durch Belgien und Frankreich), Stevensons erstem Buch, dem Bericht über eine Kanufahrt mit seinem Freund Simpson von Belgien nach Frankreich, folgte Travels with a Donkey in the Cévennes (1879) (Eine Reise mit dem Esel durch die Cevennen). Er schildert eine zweiwöchige Wanderung mit dem Lastesel Modestine in den Cevennen im Süden Frankreichs. Stevenson legte mit Modestine in zwölf Tagen 220 km zurück, von Le Monastier-sur-Gazeille im Département Haute-Loire bis nach Saint-Jean-du-Gard. Dieser Weg, der GR 70 Fernwanderweg, auch Robert-Louis-Stevenson-Weg genannt, wird von Wanderern – Esel stehen auch zur Verfügung – bis heute nachvollzogen.
The Amateur Emigrant (Emigrant aus Leidenschaft) schildert die Überfahrt im Jahr 1879 von Schottland mit dem Auswandererschiff über den Atlantik und die anschließende Reise mit dem Zug von New York nach Chicago und San Francisco. Der Bericht erschien erst postum im Jahr 1895, da die Veröffentlichung von Stevensons Schilderungen über die ärmlichen Bedingungen, denen die Auswanderer ausgesetzt waren, im viktorianischen Großbritannien nicht opportun erschien.
The Silverado Squatters (1883) ist Stevensons Erinnerungsbericht an seine zweimonatige Hochzeitsreise mit seiner Frau Fanny und Stiefsohn Lloyd nach Napa Valley in Kalifornien im späten Frühling bis zum Frühsommer des Jahres 1880. Nach ihm ist der Robert Louis Stevenson State Park benannt. Er bietet den Aufstieg zum Gipfel des Mount Saint Helena, von dem aus die Bay Area sichtbar ist. An klaren Tagen ist der Gipfel des Mount Shasta zu sehen. In the South Seas (In der Südsee), ein Bericht über Stevensons drei Kreuzfahrten, erschien im Jahr 1896.
Stevensons erste Kurzgeschichte Lodging for the Night (Ein Nachtquartier) erschien 1877; sie befasst sich mit dem französischen spätmittelalterlichen Dichter François Villon, den er bis hin zu dessen Verhaltensweisen als Karikatur seiner selbst zeichnete. Eine Auflistung weiterer ausgewählter Kurzgeschichten, Bühnenstücke, Essays, Briefe und Lyrik findet sich in der Literaturliste.
Stevensons Lyrikband aus dem Jahr 1885, etwa 65 Kindergedichte in Knittelversen mit dem Titel A Child’s Garden of Verses (deutsch Im Versgarten, Mein Königreich oder Mein Bett ist ein Boot) erfreut sich in Großbritannien auch heute noch einer gewissen Popularität.

## Rezeption

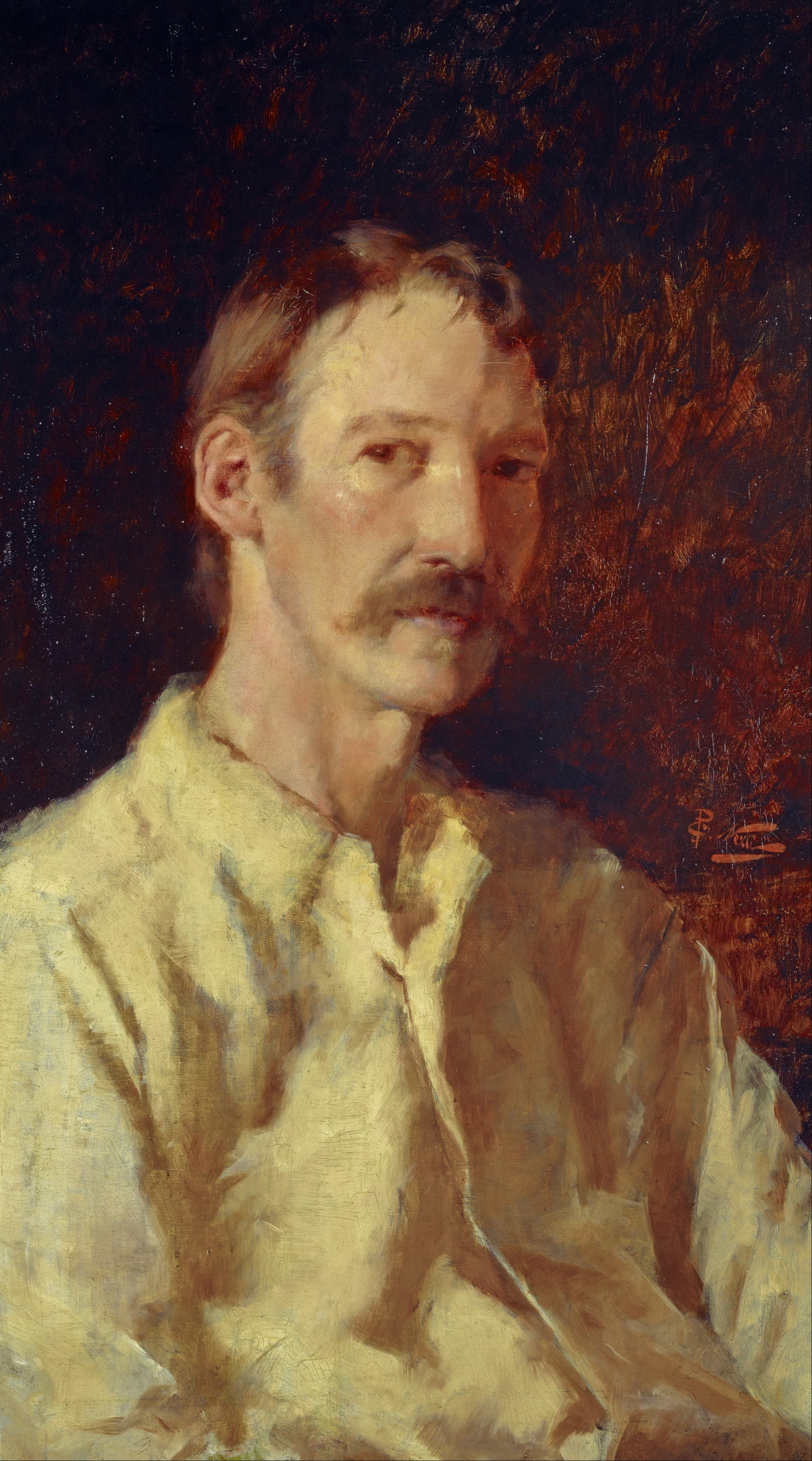
Porträt Robert Louis Stevenson, 1892, Gemälde von Girolamo Nerli, Scottish National Gallery

„Von Kindheit an ist Robert Louis Stevenson für mich eine der Formen des Glücklichseins gewesen.“

### Zeugnisse von Schriftstellern
Der amerikanische Kunstkritiker und Schriftsteller Henry James, der mit Stevenson befreundet war, lehnte die Unterscheidung zwischen „Roman“ und „Romanze“ ab, forderte eine realistische Darstellung und sah in dem Abenteuerroman Die Schatzinsel seine Bedingungen erfüllt. So schrieb er in dem literaturtheoretischen Essay The Art of Fiction 1884: „Ich nenne ‚Die Schatzinsel‘ herrlich, weil sie mir in wunderbarer Weise in dem, was sie anstrebt, gelungen zu sein scheint“.
Sir Arthur Conan Doyle berichtet 1907 in Through the Magic Door, dass er Stevenson nie kennengelernt habe, aber ihm viel im literarischen Sinn verdanke. „Ich werde mich stets des Vergnügens erinnern, mit welchem ich seine frühen Geschichten im Cornhill Magazine las, längst noch, ehe mir der Name des Autors ein Begriff war. Noch heute halte ich den Pavillon in den Dünen für eine der bedeutendsten Kurzgeschichten der Welt“.
In einem Brief an Lorrin A. Thurston schrieb Jack London im Jahr 1910: „Glaub mir, Stevensons Father Damien-Brief tut in jeder einzelnen Minute mehr Wirkung – und das wird mit Sicherheit auch in Zukunft so bleiben – als alles, was ich je geschrieben habe und jemals schreiben werde.“
Bertolt Brecht äußerte sich in seinen Glossen zu Stevenson 1925 lobend über das Buch Der Junker von Ballantrae, empfand es als außerordentliches Beispiel eines Abenteuerromans, „in dem die Sympathie des Lesers zu dem Abenteurer selbst (von der allein doch alle anderen Abenteuerromane leben) sich erst mühsam durchsetzen muß. Wie gesagt, eine Erfindung allerersten Ranges.“
In der italienischen Zeitung L’Unità vom 27. Juni 1950 erklärte Cesare Pavese: „Mit Stevenson hielten die stilistischen Forderungen der französischen Naturalisten, in exotischen Zauber gehüllt, ihren Einzug in die englische Literatur. Man darf sagen, daß hier die Anfänge der bedeutendsten Prosa unseres Jahrhunderts zu suchen sind.“
Der russisch-amerikanische Schriftsteller und Literaturkritiker Vladimir Nabokov schätzte Stevenson sehr, schrieb ein Vorwort zu einer Ausgabe von Dr. Jekyll und Mr. Hyde und nahm ihn 1980 in sein Buch Lectures on Literature (Die Kunst des Lesens. Meisterwerke der europäischen Literatur) auf, in dem Nabokovs bekannteste Vorträge versammelt sind. Stevenson fand dort neben Jane Austen, Charles Dickens, Gustave Flaubert, James Joyce, Franz Kafka, Marcel Proust und anderen einen Ehrenplatz.

### Bedeutung

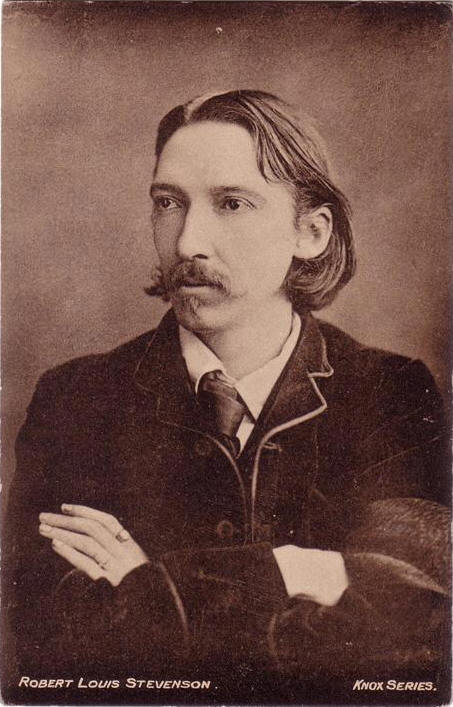
Robert Louis Stevenson, 1880

Zu Lebzeiten war Stevenson sehr bekannt, doch als die Literatur der klassischen Moderne nach dem Ersten Weltkrieg aufkam, wurde er in Großbritannien als Autor zweiter Klasse angesehen, begrenzt auf das Genre der Kinder- und Horrorliteratur. Autoren wie Virginia und Leonard Woolf lehnten seine Werke ab, und er wurde aus dem Kanon der Literatur gestrichen. Seinen Höhepunkt erreichte die Ausgrenzung im Jahr 1973, als Stevenson in der zweitausend Seiten starken Oxford Anthology of English Literature nicht erwähnt wurde. Die Norton Anthology of English Literature schloss ihn von 1968 bis 2000 aus und nahm ihn erst im Jahr 2006 in die achte Auflage auf. Erst das späte 20. Jahrhundert würdigte Stevenson wieder als einen Autor ersten Ranges, als Literaturtheoretiker, Essayisten und Sozialkritiker, als Humanisten und als Zeugen der Geschichte der pazifischen Inseln. Heute wird Stevenson wieder in eine Reihe gestellt mit Joseph Conrad, der durch Stevensons Südseegeschichten beeinflusst wurde, und Henry James.
Der Literaturkritiker Robert Kiely weist darauf hin, dass Stevenson in fast jedem literarischen Genre tätig gewesen sei und nicht wie seine viktorianischen Zeitgenossen Charles Dickens, Anthony Trollope, George Eliot und Matthew Arnold Werk an Werk gereiht habe. Wegen seiner Vielseitigkeit habe die Literaturwissenschaft Probleme, Stevenson in die Reihe seiner schreibenden Kollegen einzuordnen.
Stevensons deutscher Biograf Michael Reinbold erwähnt, dass es in Stevensons Werk viele Protagonisten gibt, deren sittliche Problematik undiskutiert bleibt und deren sittliche Verworfenheit zum Teil noch faszinierend erscheint; Beispiele unter vielen sind Long John Silver und Dr. Jekyll. Dies ist nicht zufällig, da er sich in seinen Essays zur zeitgenössischen Literatur als scharfer Kritiker der herrschenden realistischen Literatur zeigt und somit zu Literaten wie Oscar Wilde und George Moore gehört, deren Werk mit dem Begriff Dekadenzdichtung belegt ist. An der viktorianischen Moral vorbei vertritt Stevenson eine L’art-pour-l’art-Auffassung, wie sie auch in der Bildenden Kunst des letzten Drittels des 19. Jahrhunderts anzutreffen ist. Die Schriftstellerkollegen Joseph Conrad, Arthur Conan Doyle, Rudyard Kipling, Jack London und B. Traven werden ihm zur Seite gestellt; als Vorbilder gelten Walter Scott und Alexandre Dumas der Ältere. Die Zeit ist über seine literaturtheoretischen Ansätze hinweggegangen, doch sind zumindest seine Abenteuer- und Schauergeschichten weiterhin international erfolgreich.
Stevenson pflegte einen außerordentlich geschliffenen Sprachstil. Seine Maxime war: „Kunst ist Handwerk“, daher ist sein Schreibstil geprägt von dem Ringen um genaue Wortwahl, Klangcharakter und Satzrhythmus; die zeitgenössische französische Literatur war ihm darin ein Vorbild.

## Werkverzeichnis (Auswahl)
Einige Ausgaben sind in deutscher Übersetzung unter unterschiedlichen Titeln veröffentlicht worden und zum Teil vergriffen.

### Romane
- Treasure Island. Cassell, London 1883.
  - Die Schatzinsel. Dt. zuerst 1897; diverse Ausgaben weiterer Übersetzungen, darunter Insel (tb 65), Frankfurt am Main 2008, ISBN 978-3-458-31765-4.

Neuere Ausgabe: Die Schatzinsel. Roman. Hrsg. u. übers. von Andreas Nohl. Hanser, München 2013.
- Prince Otto. 1885; dt.: Intrigen am Thron. Übersetzung von Klaus-Dieter Sedlacek. BOD, Norderstedt 2012, ISBN 978-3-8482-0065-8.

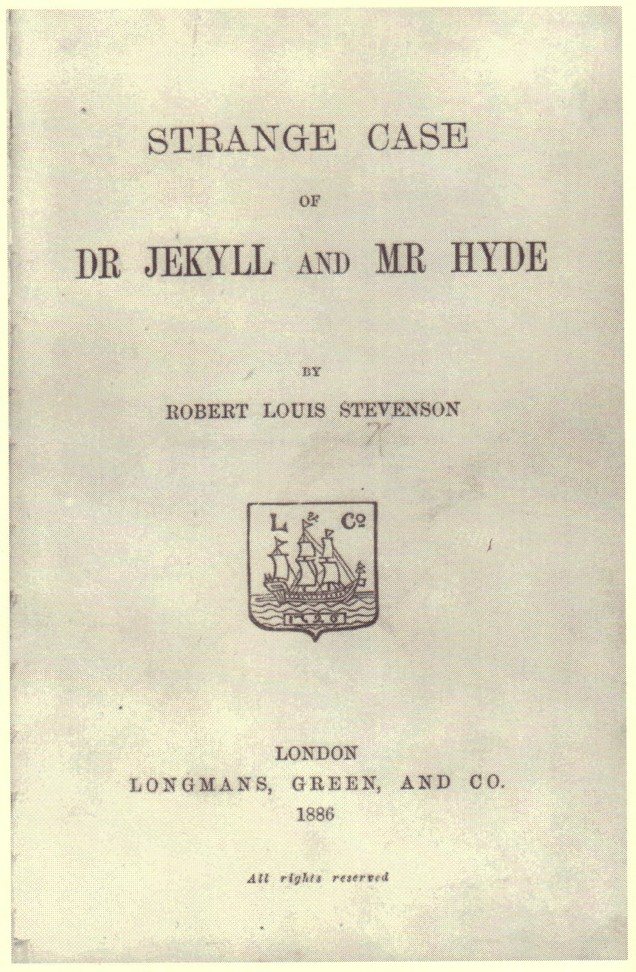
Titelseite der Erstausgabe, 1886

- Strange Case of Dr Jekyll and Mr Hyde. 1886.
  - dt.: Der seltsame Fall des Dr. Jekyll und Mr. Hyde. Illustrationen von François Place, Übersetzung von Hermann Wilhelm Draber. Gerstenberg, Hildesheim 2002, ISBN 3-8067-4767-9.
- Kidnapped. 1886.
  - dt.: Die Entführung. Neu illustriert von Gerhard Oberländer. Hoch-Verlag, Düsseldorf 1969.
  - als dtv-junior-Taschenbuch: dtv, München 1973, ISBN 3-423-07081-1.
  - Entführt. Die Abenteuer des David Balfour. Dressler, Hamburg 1999, ISBN 3-7915-3559-5.
- The Black Arrow. A Tale of Two Roses. 1888.
  - dt.: Der schwarze Pfeil. Lübbe, Bergisch Gladbach 2000, ISBN 3-404-14401-5.
- The Master of Ballantrae. A Winter’s Tale. 1889.
  - dt.: Der Junker von Ballantrae. Oder auch Der Erbe von Ballantrae. Velhagen, erste deutsche Ausgabe 1895; Artemis & Winkler, Zürich 1988, ISBN 3-538-06611-6.
- Catriona. 1893.
  - dt.: Catriona. 1925: Eine Fortsetzung zu Kidnapped. Beide Romane in einem Band. Moewig, München 1977, ISBN 3-8118-0005-1.
- Weir of Hermiston: An Unfinished Romance. Unvollendeter Roman, hrsg. 1896.
  - dt.: Die Herren von Hermiston, 1927; Neuauflage: Diogenes, Zürich 1999, ISBN 3-257-20702-6.
- St. Ives: Being The Adventures of a French Prisoner in England. Unvollendeter Roman. W. Heinemann, London 1897.
  - St. Ives. Deutsch von Andreas Nohl. Hanser, München 2011, ISBN 978-3-446-23647-9.

Gemeinsam mit Lloyd Osbourne
- The Wrong Box. 1892
  - dt. Die falsche Kiste. Roman. Insel, Frankfurt am Main 1994, ISBN 3-458-33305-3.
- The Wrecker. 1892.
  - dt. Der Ausschlachter. Ein Criminalroman. Neu übersetzt und mit einem Nachwort von Hanna Neves. dtv, München 1994, ISBN 3-423-02343-0 (seit 2012 u. d. T. Der Strandräuber. ISBN 978-3-423-14121-5.)
- The Ebb Tide. 1894.
  - Die Ebbe. Aus dem Engl. erstmals übers. und mit Anm. vers. von Klaus Modick. 1. Auflage. Haffmans, Zürich 1998, ISBN 3-251-20282-0.
  - Die Ebbe. Neu übersetzt und mit einem Nachwort versehen von Klaus Modick. Manesse, Zürich 2012, ISBN 978-3-7175-2244-7.

### Erzählungen und Kurzgeschichten

Titelblatt der New Yorker Ausgabe, 1896

- The Story of a Lie. In: New Quarterly Magazine 25. Oct 1879; dt. Die Geschichte einer Lüge. Winkler 1960.
- New Arabian Nights. 1882; Erzählungssammlung, darin:
  - The Suicide Club.
    - dt. Der Selbstmörderclub. Winkler 1960.

  - The Rajah’s Diamond.
    - dt. Der Diamant des Radschas. Winkler 1960.

  - The Pavillon on the Links.
    - dt. Der Pavillon auf den Dünen. Winkler 1960.

  - A Lodging for the Night – a Story of Francis Villon.
    - dt. Ein Nachtquartier. Winkler 1960.

  - The Sire de Malétroit’s Door.
    - dt. Die Tür des Sire de Malétroit. Winkler 1960.

  - Providence and the Guitar.
    - dt. Die Vorsehung und die Gitarre. Winkler 1960.

  - The Body Snatcher. 1884.
    - dt. Der Leichenräuber. Winkler 1960
- More New Arabian Nights: The Dynamiter. Gemeinsam verfasst mit Fanny Stevenson. 1885. Erzählungszyklus.
  - dt.: Der Dynamitverschwörer – Neue arabische Nächte. Achilla Presse, Butjadingen 2006, ISBN 3-928398-93-8.
- Strange Case of Dr. Jekyll and Mr. Hyde. 1886.
  - deutsche Erstausgabe 1889; dt. Der seltsame Fall des Dr. Jekyll und Mr. Hyde. u. a. Winkler 1960, Hildesheim 2002, ISBN 3-8067-4767-9.
- The Misadventures of John Nicholson. A Christmas Story. In: Yule Tide. Cassell’s Christmas Annual. Dec 1887.
  - dt. Die unglücklichen Abenteuer John Nicholsons. Winkler 1960.

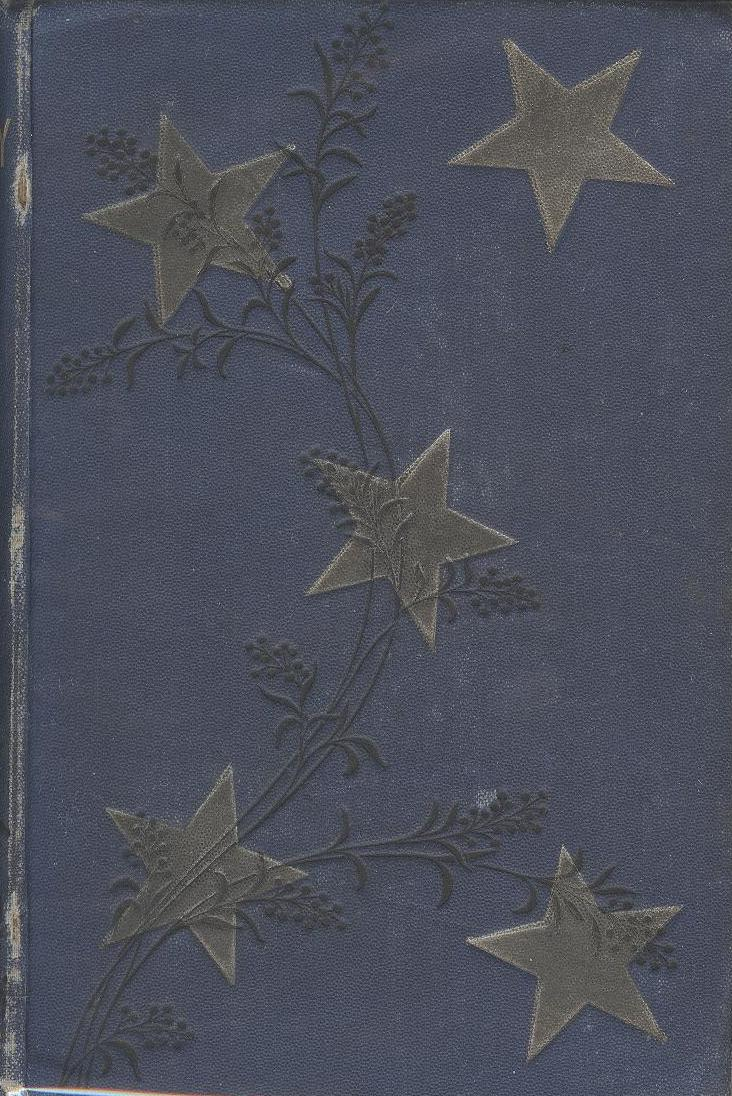
The Merry Men and Other Tales and Fables. Erste englische Ausgabe bei Chatto & Windus, London 1887

- The Merry Men and Other Tales and Fables. 1887. Erzählungssammlung, darin:
  - The Merry Men.
    - dt. Die tollen Männer. Winkler 1960.

  - Will o’ the Mill. 1878.
    - dt. Will aus der Mühle. Winkler 1960.

  - Markheim. 1886.
    - dt. Markheim. Winkler 1960.

  - Thrawn Janet. 1881.
    - dt. Die krumme Janet. Winkler 1960 oder auch Die verdrehte Janet. jmb, Hannover 2010, ISBN 978-3-940970-82-4.

  - Olalla. 1885.
    - dt. Olalla. Winkler 1960

  - The Treasure of Franchard. 1883.
    - dt. Der Schatz von Franchard. Winkler 1960.
- Island Nights Entertainments. 1893. Erzählungssammlung, darin:
  - The Beach of Falesà. 1892.
    - dt. Der Strand von Falesa. Winkler 1960.

  - The Bottle Imp. 1891.
    - dt. Der Flaschenteufel. Winkler 1960; oder auch Der Flaschenkobold. Ditzingen 1986: ISBN 3-15-006765-0.

  - The Isle of Voices. 1893.
    - dt. Die Insel der Stimmen. Winkler 1960.
- Fables. 1896. In: Strange Case of Dr. Jekyll and Mr. Hyde. With other Fables.
- The Waif Woman. In: Scribner’s Magazin. 1914.
  -     - dt. Die Landfremde. Winkler 1960.
- When the Devil Was Well. Bibliophile Society, Boston; 1921.
  -     - dt. Als der Teufel wieder wohlauf war. Winkler 1960.

### Lyrik
- A Child’s Garden of Verses. 1885.
  - dt.: Im Versgarten. 1960 – auch: Mein Bett ist ein Boot. Der Versgarten eines Kindes. Lappan Verlag, Oldenburg 2002, ISBN 3-8303-1062-5.
- Underwoods. 1887.
- Ballads. 1890.
- Songs of Travel and Other Verses. 1896.

### Stücke
- Three Plays by W. E. Henley and R.L. Stevenson, 1892. Enthält die Stücke Admiral Guinea, Beau Austin und Deacon Brodie or the Double Life.
- The Hanging Judge. Gemeinsam mit Fanny Stevenson. Lloyd Osbournes Vailima-Edition, Band 6, New York 1922.
- Macaire. Gemeinsam mit W. E. Henley 1895, nach Privatdruck 1885.

### Reiseberichte
- An Inland Voyage. 1878.

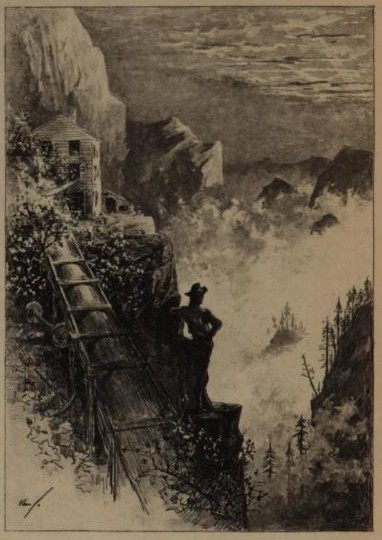
Illustration aus: The Silverado Squatters in William Ernest Henleys The Novels and Tales of Robert Louis Stevenson. Band 15, Scribner’s and Sons, 1905

  - dt.: Eine Binnenlandfahrt durch Belgien und Frankreich. hohesufer.com, Hannover 2010, ISBN 978-3-941513-15-0.
    - dt.: Das Licht der Flüsse. Eine Sommererzählung. Herausgegeben und übersetzt von Alexander Pechmann. Aufbau Verlag, Berlin 2011, ISBN 978-3-351-03348-4.
- Travels with a Donkey in the Cévennes. 1879.
  - dt.: Eine Reise mit dem Esel durch die Cevennen. Editions La Colombe, Bergisch Gladbach 2000, ISBN 3-929351-12-9.
  - Reise mit einem Esel durch die Cevennen. hohesufer.com, Hannover 2009, ISBN 978-3-941513-02-0.
- Silverado Squatters. 1884.
  - dt.: Faszinierendes Silverado. Impressionen aus dem Jahr 1880. Deutsch von Olaf R. Spittel. Verlag 28 Eichen, Barnstorf 2021, ISBN 978-3-96027-133-8.
- The Amateur Emigrant. 1895.
  - dt.: Emigrant aus Leidenschaft. Ein literarischer Reisebericht. Manesse Verlag, Zürich 2005, ISBN 3-7175-2030-X (enthält auch eine Übersetzung von Across the Plains).
- In the South Seas. 1896.
  - dt.: In der Südsee. Übersetzt von Heinrich Siemer (1928). Neuausgabe Belle Époque Verlag, Dettenhausen 2017, ISBN 978-3-945796-69-6.

### Sammlungen, Essays zur Literatur- und Zeitgeschichte, Politik
- Edinburgh: Picturesque Notes. 1878.
  - dt. Faszinierendes Edinburgh: Impressionen aus dem Jahre 1879. Deutsch von Nadine Erler und Olaf Spittel. Verlag 28 Eichen, Barnstorf 2020, ISBN 978-3-96027-123-9.
- Virginibus Puerisque and other Papers. 1881.
  - dt.: Virginibus Puerisque und andere Schriften. Achilla Presse, 1995.
- Familiar Studies of Men and Books. 1882.
- Memories and Portraits. 1887.
- Father Damien: An Open Letter to the Reverend Doctor Hyde of Honolulu from Robert Louis Stevenson. 1890.
  - dt. von Rainer G. Schmidt: Aussatz. Ein offener Brief an Ehrwürden Dr. Hyde zu Honolulu. Friedenauer Presse, Berlin 2013, ISBN 978-3-932109-79-9.
- Across the Plains With Other Memories and Essays. 1892. 
  - dt.: Emigrant aus Leidenschaft. Ein literarischer Reisebericht. Manesse Verlag, Zürich 2005, ISBN 3-7175-2030-X.
- A Footnote to History, Eight Years of Trouble in Samoa. 1890.
  - dt.: Eine Fußnote zur Geschichte – Acht Jahre Unruhen auf Samoa. Achilla Presse, 2001, ISBN 3-928398-76-8.

## Vertonungen
Aus den vierundvierzig Gedichten der Songs of Travel wählte der englische Komponist Ralph Vaughan Williams neun aus, um sie 1904 als Liederzyklus für Bariton und Klavier unter demselben Titel in Musik zu setzen. Verlegt wurde die Sammlung bei Boosey & Hawkes.
Das Hildesheimer R.A.M. Kindertheater vertonte 2012 etliche Gedichte aus
A child’s garden of verses, zum Teil wurden zusätzlich neue Übersetzungen erstellt. Die zugehörige CD Kirschbaumtage / Cherry Tree Days erschien 2013 beim Müller-Lüdenscheid-Verlag in Bremen.

## Hörspiele
- Gruselkabinett Folge 10: Dr. Jekyll und Mr. Hyde (2006) Titania Medien
- Gruselkabinett Folge 27: Der Leichendieb (2008) Titania Medien
- Gruselkabinett Folge 72: Markheim (2013) Titania Medien

## Filmografie
- 1920: Der Januskopf (Dr. Jekyll); Regie: Friedrich Wilhelm Murnau, mit Conrad Veidt
- 1931: Dr. Jekyll und Mr. Hyde (Dr. Jekyll and Mr. Hyde); Regie: Rouben Mamoulian, mit Fredric March
- 1934: Liebe, Tod und Teufel (The Bottle Imp); mit Brigitte Horney
- 1934: Die Schatzinsel (Treasure Island); Regie: Victor Fleming, mit Wallace Beery und Jackie Cooper
- 1937: Insel der verlorenen Seelen (Ebb Tide), mit Oskar Homolka und Frances Farmer
- 1938: Entführt (Kidnapped); Regie: Otto Preminger mit Freddie Bartholomew und Warner Baxter
- 1941: Arzt und Dämon (Dr. Jekyll and Mr. Hyde); Regie: Victor Fleming, mit Spencer Tracy, Ingrid Bergman und Lana Turner
- 1945: Der Leichendieb (The Body Snatcher); Regie: Robert Wise, mit Henry Daniell, Boris Karloff und Bela Lugosi
- 1948: Schwarze Pfeile (The Black Arrow); Regie: Gordon Douglas, mit Louis Hayward und Janet Blair
- 1950: Die Schatzinsel (Treasure Island); Regie: Byron Haskin, mit Robert Newton und Bobby Driscoll. Weitere Verfilmungen siehe: Die Schatzinsel (Verfilmungen)
- 1951: Hinter den Mauern des Grauens (The Strange Door); Regie: Joseph Pevney, mit Boris Karloff und Charles Laughton
- 1952: Der Schatz im Canyon (The Treasure of Lost Canyon), mit William Powell
- 1953: Der Freibeuter (The Master of Ballantrae), mit Errol Flynn
- 1953: Abbott und Costello gegen Dr. Jekyll und Mr. Hyde (Abbott and Costello Meet Dr. Jekyll and Mr. Hyde), mit Abbott und Costello und Boris Karloff
- 1960: Entführt – Die Abenteuer des David Balfour (Kidnapped); Regie: Robert Stevenson, mit Peter Finch
- 1966: Die Schatzinsel (L’île au trésor); ZDF-Abenteuervierteiler mit Michael Ande
- 1966: Letzte Grüße von Onkel Joe (The Wrong Box); Regie: Bryan Forbes mit John Mills
- 1968: Schüsse unterm Galgen; DEFA-Film nach David Balfour
- 1968: Der schwarze Pfeil (La freccia nera); DDR synchron[51]
- 1971: Entführt (Kidnapped), mit Michael Caine
- 1978: Die Abenteuer des David Balfour (Kidnapped); deutscher Abenteuervierteiler mit Ekkehardt Belle als David Balfour[52]
- 1985: Black Arrow – Krieg der Rosen (Black Arrow), mit Oliver Reed
- 1988: Mit dem Esel durch die Cevennen. Eine Reise nach Robert Louis Stevenson, Film von Vera Botterbusch, 45 Min. BR 1988
- 1995: David Balfour: Zwischen Freiheit und Tod (Kidnapped), mit Armand Assante
- 1999: St. Ives, mit Miranda Richardson
- 2000: The Suicide Club, mit Jonathan Pryce
- 2005: Im Bann der Südsee (Les aventuriers des mers du sud); zweiteiliger französischer Fernsehfilm über Stevensons Leben auf Samoa, mit Jane Birkin und Geraldine Chaplin